# Équipe de Bolivie de football
Vous lisez un « bon article » labellisé en 2014.
Cet article traite de l'équipe masculine. Pour l'équipe féminine, voir Équipe de Bolivie féminine de football.
Maillots
Actualités
L'équipe de Bolivie de football (en espagnol : Selección Boliviana de Fútbol) est la sélection de joueurs de football boliviens représentant le pays lors des compétitions régionales, continentales et internationales sous l'égide de la fédération bolivienne de football. Après une affiliation de la fédération à la Confédération sud-américaine de football puis à la FIFA en 1926, la sélection s'engage en Championnat sud-américain de football où elle dispute la première rencontre de son histoire la même année face au Chili. La Copa América 2019 constitue sa 27e participation à la compétition continentale. Elle compte à son palmarès une victoire en Copa América en 1963, ainsi qu'une finale perdue (en 1997), et a participé à trois phases finales de Coupe du monde (1930, 1950 et 1994).
Elle a également remporté le tournoi de football des Jeux bolivariens à deux reprises. La « Verde », comme elle est surnommée, dispute ses rencontres à domicile au Stade Hernando Siles, situé à La Paz, à plus de 3 700 mètres d'altitude. Les Boliviens sont, au 7 avril 2021, au 81e rang mondial selon le Classement FIFA.

## Histoire

### Genèse de l'équipe nationale (1926-1930)
Jesús Bermúdez - Diógenes Lara, Casiano Chavarría - Eliseo Angulo (pl), Jorge Soto, Renato Sáinz - Carlos Soto (pl), Teófilo Aguilar (pl), Mario Alborta, Rafael Méndez, José Bustamante
La fédération bolivienne de football est fondée le 12 septembre 1925 dans la ville de Cochabamba. De nombreuses associations et clubs amateurs existent dans le pays depuis la fin du XIXe siècle et organisent des compétitions au niveau local. Le premier président de la fédération est le docteur Aniceto Solares. La création de la fédération permet par la suite l'instauration du tout premier championnat national de football. Le 3 mai 1926, la fédération s'affilie à la FIFA lors de son 15e congrès, organisé à Rome et fait de même à la CONMEBOL, la confédération sud-américaine le 12 octobre, devenant le septième membre sud-américain. À présent, l'équipe nationale peut prendre part à la compétition continentale qui oppose les sélections sud-américaines membres de la CONMEBOL, la Copa América.
La Verde joue le premier match de son histoire lors de la Copa América 1926, le jour de son entrée au sein de la CONMEBOL, pour la rencontre qui l'oppose au pays organisateur, le Chili. Le tournoi continental est un véritable calvaire pour les partenaires du sélectionneur Job de la Cerda puisqu'ils perdent assez lourdement les quatre rencontres qu'ils disputent (1-7 contre le Chili puis 0-5 contre l'Argentine, 1-6 face au Paraguay et enfin 0-6 contre les Uruguayens). Lors de l'édition suivante en 1927, les Boliviens repartent du Pérou avec de nouveau trois défaites en trois matchs, malgré un dernier revers accroché (2-3) face au pays organisateur (qui participe à sa première Copa América). C'est le dernier match de la Bolivie en Copa América jusqu'en 1945 et elle ne joue plus aucune rencontre avant son départ pour l'Uruguay afin de participer à la Coupe du monde en 1930.

### D'une Coupe du monde à l'autre (1930-1950)

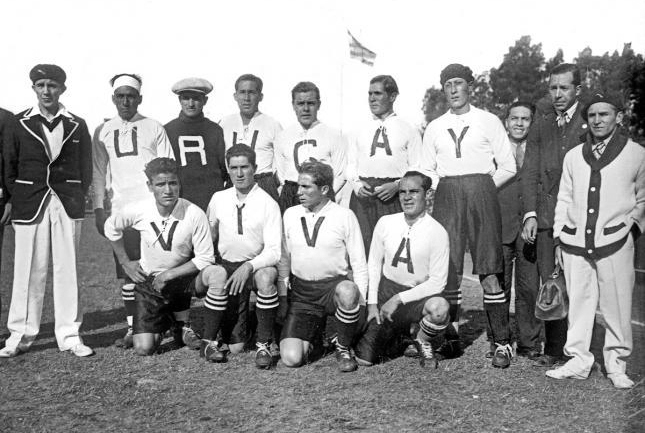
La sélection de Bolivie avant son entrée en Coupe du monde 1930 face à la Yougoslavie.

La première édition de la Coupe du monde est organisée en Uruguay en juillet 1930. Pour la seule fois de l'histoire de la compétition, les équipes participantes sont invitées par la FIFA et n'ont pas à disputer de campagne de qualification. La sélection bolivienne prend part au tournoi, tout comme l'ensemble des équipes nationales sud-américaines alors affiliées à la CONMEBOL. La fédération bolivienne choisit Ulises Saucedo qui, en plus de sa fonction de sélectionneur, est également l'un des onze arbitres désignés par la FIFA (il officie lors de la rencontre du premier tour entre l'Argentine et le Mexique dans le groupe 1). La Verde est versée dans le groupe 2, en compagnie du Brésil et d'une équipe européenne, la Yougoslavie. Le premier match face à la sélection des Balkans est accroché puisqu'à l'heure de jeu, aucun but n'est marqué. Les partenaires d'Yvan Beck prennent le large dans la dernière demi-heure, inscrivant quatre buts au gardien bolivien Jesús Bermúdez. Cette victoire yougoslave, couplée à un succès face aux Auriverde lors du premier match du groupe, les qualifie pour les demi-finales et enlève tout intérêt sportif au dernier match du groupe entre Brésiliens et Boliviens. Une fois encore, la sélection andine craque en fin de rencontre et encaisse trois buts en vingt minutes, pour une nouvelle défaite quatre à zéro. Les Boliviens quittent la compétition sans avoir inscrit le moindre but.
En 1932, la guerre du Chaco entraîne une première mise en sommeil de la sélection nationale. Elle va ainsi se retirer des éliminatoires pour les éditions 1934 et 1938 de la Coupe du monde et ne participe pas aux Copa América 1935 et 1937. La dernière sortie de la sélection nationale avant 1945 est sa participation à la première édition des Jeux bolivariens, organisés à Bogota en Colombie. Deux événements se produisent lors du tournoi de football des Jeux. Tout d'abord, le 8 août 1938, la Bolivie met fin à la série de défaites qui l'accompagnent depuis sa création en accrochant le match nul 1-1 face à l'Équateur, qui dispute là la première rencontre officielle de son histoire. Mieux encore, trois jours plus tard, les hommes de Julio Borelli obtiennent la première victoire de la sélection, en s'imposant 3-1 face au Venezuela. Finalement, les Boliviens achèvent le tournoi à la deuxième place, derrière le Pérou, avec un second succès obtenu contre la Colombie. À la suite de cette participation, la Bolivie se retire à nouveau de toute compétition internationale, manquant trois nouvelles Copa América (1939, 1941 et 1942).

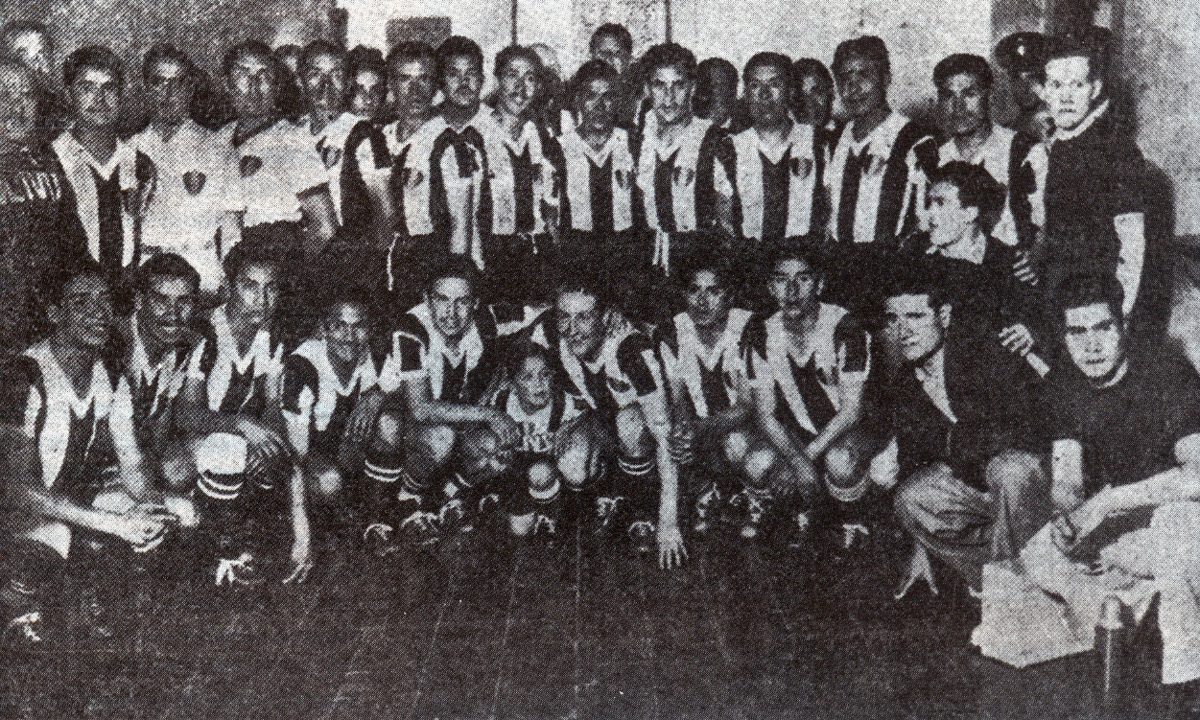
La sélection de Bolivie lors de la Copa América 1946.

En 1945, la Bolivie dispute la 3e Copa América de son histoire, organisée par le Chili. Toujours dirigée par Julio Borelli, elle parvient pour la première fois à inscrire un point, décrochant deux matchs nuls (pour quatre défaites) face à l'Équateur et la Colombie. L'année suivante, la Verde change de sélectionneur puisque c'est l'ancien international Diógenes Lara qui en prend les commandes. Sous ses ordres, les Boliviens perdent les cinq rencontres qu'ils disputent et lors de l'édition 1947, ils ne peuvent faire mieux qu'une avant-dernière place, avec un bilan de deux matchs nuls (à nouveau face à l'Équateur et la Colombie) et cinq défaites. En 1948, c'est Félix Deheza qui occupe le poste de sélectionneur pour la 2e participation bolivienne aux Jeux bolivariens. Ses hommes obtiennent le nul face au Venezuela avant de s'incliner contre le Pérou. La Copa América 1949 va en revanche être meilleure sur le plan des résultats sportifs. Organisée au Brésil, un an avant la Coupe du monde, les Boliviens terminent à une prometteuse quatrième place avec un bilan de quatre victoires (dont deux premières, face au Chili et à l'Uruguay) pour trois défaites, dont un revers historique 1-10 contre les Brésiliens. L'attaquant du Club Bolívar, Víctor Ugarte, inscrit cinq buts lors de la compétition.
La rencontre contre le Chili, organisée le 26 février 1950 est une première pour deux raisons. D'abord, c'est le tout premier match amical disputé par la sélection bolivienne et c'est surtout la toute première rencontre jouée à domicile, à La Paz. La Verde s'impose 2-0 et les Chiliens prennent leur revanche de façon éclatante, deux semaines plus tard à Santiago, l'emportant sur le score sans appel de cinq buts à zéro. La fédération bolivienne prend la décision d'engager un sélectionneur étranger en la personne de l'Italien Mario Pretto pour mener les Boliviens vers leur deuxième phase finale de Coupe du monde. Comme lors des éditions précédentes, la Bolivie obtient son billet pour le Brésil sans jouer le moindre match : versée dans le groupe 7 en compagnie du Chili et de l'Argentine où deux places sont attribuées, Boliviens et Chiliens bénéficient du forfait argentin pour se qualifier directement pour la Coupe du monde. Le tirage au sort de la phase finale la place dans le groupe D, en compagnie de l'Uruguay, de l'Écosse et de la Turquie. Cependant, les retraits de l'Écosse et de la Turquie laissent la Verde affronter uniquement les Uruguayens. Le 2 juillet 1950, la Celeste s'impose 8-0, la plus lourde défaite de l'histoire de la Coupe du monde, les éliminant de la compétition, sans avoir inscrit le moindre but, comme vingt ans plus tôt. Les attaquants uruguayens Oscar Míguez et Juan Alberto Schiaffino marquent la rencontre de leur empreinte en inscrivant respectivement un triplé et un doublé.

### Vers le titre en Copa América (1951-1963)
Après deux ans et demi sans jouer, c'est un autre Italien, Cesar Vicino qui prend la tête de la sélection. Son principal objectif est la participation à la Copa América 1953 au Pérou. Le premier match de la Verde est une belle performance puisque grâce à un but de Víctor Ugarte, elle bat le Pérou à Lima. La suite du tournoi est moins glorieuse avec un seul match nul lors des cinq matchs suivants, dont une déroute 8-1 face aux Brésiliens. Les Boliviens restent ensuite quatre ans sans disputer une seule rencontre, manquant du même coup les éditions 1955, 1956 et 1957 de la Copa América.

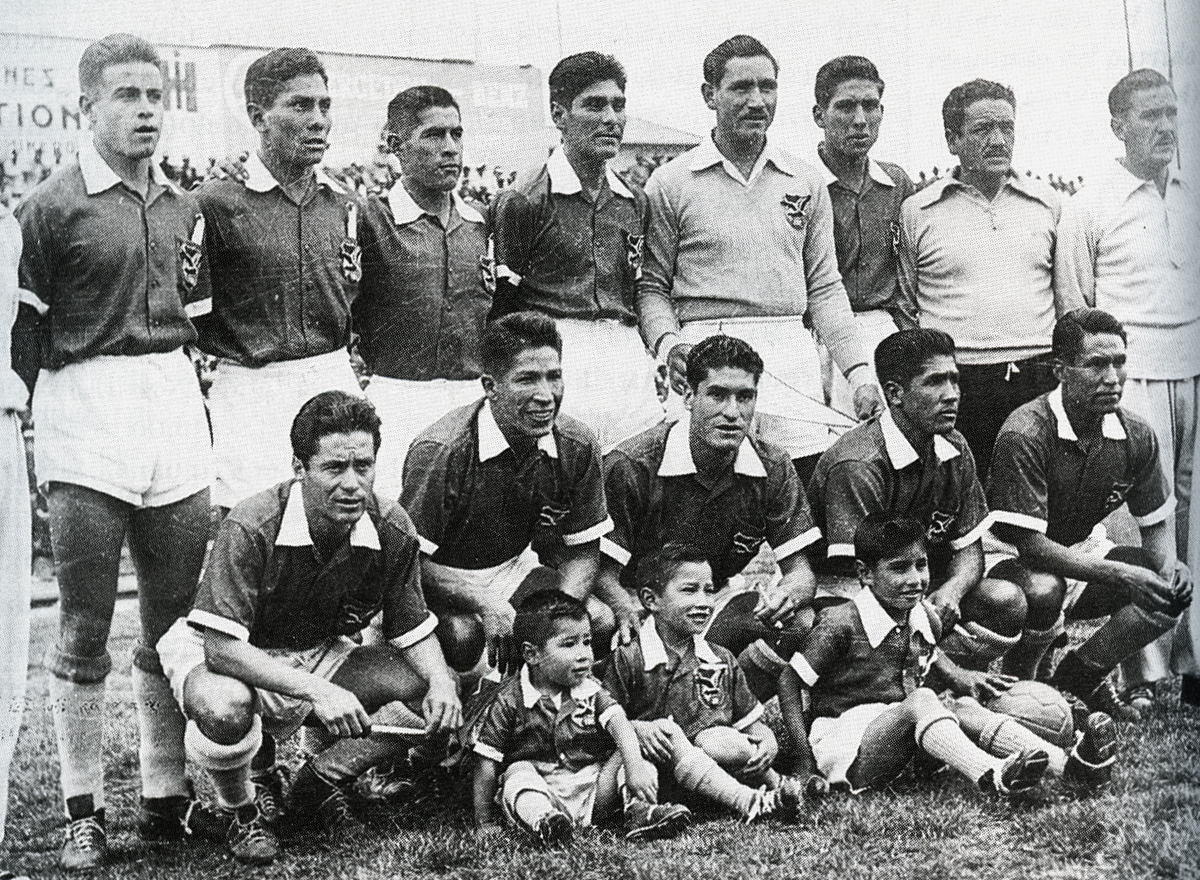
La sélection bolivienne en 1957, lors des éliminatoires de la Coupe du monde 1958.

Avec Félix Deheza comme sélectionneur, de retour après un premier mandat avant la Coupe du monde 1950, la Bolivie s'inscrit dans les éliminatoires pour la Coupe du monde 1958, organisée en Suède. Les éliminatoires se disputent selon un calendrier ramassé puisque les Boliviens affrontent l'Argentine et le Chili en matchs aller et retour sur une période de quatre semaines. Les Andins gagnent leurs deux rencontres jouées au stade Hernando Siles et s'inclinent à Santiago et Buenos Aires. C'est l'Argentine d'Omar Sívori qui se qualifie pour la phase finale. En 1959, la sélection bolivienne fait son retour en Copa América lors de l'édition jouée en Argentine. Le tournoi est une succession de défaites, avec en ouverture un revers 0-7 contre le pays organisateur. Les hommes du sélectionneur Vicente Arraya terminent bons derniers, n'accrochant qu'un match nul lors de leur dernière rencontre contre le Pérou. Deux ans plus tard, les éliminatoires pour la Coupe du monde 1962 au Chili tournent court puisque les Boliviens sont éliminés après un duel en aller-retour contre l'Uruguay. Ils terminent l'année avec une double confrontation face au Paraguay lors de la traditionnelle Copa Paz del Chaco. Arraya laisse sa place au Brésilien Danilo Faria Alvim, qui a pour objectif principal de bien figurer lors de la Copa América 1963, la première de l'histoire à se jouer en Bolivie.
Disputée au mois de mars 1963, cette 28e édition voit les forfaits du Chili, 3e de la Coupe du monde disputée chez lui et de l'Uruguay. Emmenée par ses attaquants Máximo Alcócer et Wilfredo Camacho, la Bolivie survole la compétition puisqu’après avoir été accrochée en ouverture lors d'un spectaculaire match nul face à l'Équateur (4-4), elle remporte tous ses autres matchs, toujours par des petits écarts. La dernière rencontre est un nouveau festival offensif puisque les hommes d'Alvim font plier les champions du monde brésiliens sur le score de cinq buts à quatre. Ce sacre continental est le tout premier titre de l'histoire de la sélection bolivienne.

### Traversée du désert (1965-1991)
Deux ans après ce triomphe continental, les Boliviens, dirigés à présent par l'ancien international Freddy Valda, s'engagent dans les éliminatoires pour la Coupe du monde 1966, organisée par l'Angleterre. Opposés dans leur groupe de qualification au Paraguay et à l'Argentine, ils sont éliminés avec trois défaites en quatre rencontres. En fin d'année, la sélection participe au tournoi de football des 5e Jeux bolivariens, en Équateur, où elle se classe à la 4e place. En janvier 1967, la Bolivie a l'occasion de défendre son titre sud-américain remporté quatre ans plus tôt en participant à la Copa América en Uruguay. La Verde n'est pas à la hauteur de son statut de tenant du titre, incapable de remporter un match, ni même de marquer un seul but. Les éliminatoires de la Coupe du monde 1970 s'achèvent sur une nouvelle élimination, non sans avoir remporté les deux rencontres jouées à La Paz contre l'Argentine et le Pérou, futur quart-finaliste du mondial mexicain. L'année suivante, la Bolivie remporte le deuxième titre de son histoire en s'imposant lors des 6e Jeux bolivariens disputés à Maracaibo au Venezuela.
L'interruption de la Copa América entre 1967 et 1975 réduit considérablement le nombre de sorties internationales de la sélection bolivienne. Ainsi, entre 1969 et 1973, elle ne joue qu'un match amical contre le Chili et participe à la Coupe de l'Indépendance du Brésil. L'année 1973 débute avec une longue série de rencontres amicales, afin de préparer au mieux les éliminatoires de la Coupe du monde 1974 en Allemagne de l'Ouest. Confrontés à l'Argentine et au Paraguay, la campagne de qualification est catastrophique puisque les partenaires d'Ovidio Mezza perdent les quatre matchs qu'ils disputent. L'année suivante, la Bolivie dispute la Copa América, qui est organisée sous une nouvelle formule. Après trois rencontres de préparation disputées à Cochabamba, les hommes de Valda sont opposés dans le groupe 2 au Chili et au Pérou. Ils démarrent bien la compétition en battant les Chiliens à Oruro avant de subir trois défaites, un résultat qui les prive des demi-finales. Seul Ovidio Mezza est au niveau puisqu'il inscrit les trois buts de sa sélection. Deux ans plus tard, la Verde, à présent dirigée par l'ancien buteur Wilfredo Camacho s'engage dans les éliminatoires de la Coupe du monde 1978, disputée en Argentine. Les Boliviens dominent leur groupe de qualification lors du premier tour, en devançant l'Uruguay et le Venezuela. Le tour suivant regroupe les trois sélections ayant terminé en tête de leur poule pour des matchs disputés sur terrain neutre, à Cali en Colombie. Face au Brésil et au Pérou, l'écart est trop grand pour la sélection andine puisqu'elle subit deux lourds revers (0-8 contre les Auriverde et 0-5 face aux Péruviens). La qualification reste toutefois possible puisque la Bolivie affronte en barrage intercontinental la Hongrie, en matchs aller-retour. Une nouvelle déroute 6-0 fait perdre tout espoir de voir la sélection disputer une troisième phase finale, un espoir annihilé par une autre défaite 2-3 à domicile pour le match retour.
La Copa América 1979 se conclut à nouveau par une élimination au premier tour, malgré deux victoires au stade Hernando Siles face aux champions du monde argentins et au Brésil. Les hommes de Ramiro Blacut enchaînent ensuite avec une série de matchs amicaux pendant huit mois, avec plusieurs affrontements contre des sélections européennes (Pologne, Finlande, Tchécoslovaquie ou encore Bulgarie) afin de préparer au mieux les éliminatoires pour la Coupe du monde 1982 en Espagne. Opposés dans le groupe 1 au Brésil et au Venezuela, les Andins voient la qualification leur échapper avec un bilan d'une seule victoire (à domicile face aux Venezueliens) pour trois revers. La Copa América 1983, qui voit le retour sur le banc de Wilfredo Camacho, s'achève également dès le premier tour, avec deux nuls et deux défaites, dans un groupe dominé par le Pérou. Pour les éliminatoires de la Coupe du monde 1986 au Mexique, la Bolivie termine dernière de son groupe de qualification, derrière le Brésil et le Paraguay, toujours sans victoire à son actif. En 1987, la nouvelle mouture de la Copa América, à nouveau organisée dans un des pays sud-américains (en l'occurrence l'Argentine), est une nouvelle déception pour les hommes de Nito Osvaldo Veiga avec un nul, une défaite et aucun but inscrit. L'année 1989 est particulière puisqu'avec l'organisation bisannuelle de la Copa América, la sélection va disputer durant l'année la Copa América, disputée en juillet au Brésil puis les matchs de qualification pour la Coupe du monde 1990 en Italie. Emmenés par l'Argentin Jorge Habbeger, les Andins enchaînent une deuxième Copa América consécutive sans but inscrit avant d'être éliminés avec les honneurs dans la course pour la phase finale, laissant la première place du groupe à l'Uruguay à la faveur de la différence de buts. Ils ne parviennent pas à confirmer lors de la Copa América 1991 au Chili, une fois encore achevée sans victoire. L'arrivée du technicien espagnol Xabier Azkargorta en janvier 1993 va être le point de départ de la plus belle période du football bolivien.

### Période dorée (1993-1999)
Le technicien espagnol commence son mandat sur le banc bolivien lors d'un match amical gagné face au Honduras à Cochabamba. Après une longue série de matchs amicaux durant le printemps, il emmène son groupe en Équateur afin de participer à la Copa América 1993. Opposés dans le groupe C à l'Argentine, à la Colombie et au Mexique, les Andins sont éliminés avec les honneurs, accrochant deux nuls face aux Colombiens et aux Mexicains et ne cédant que d'un but contre les Biancocelesti. Azkargorta enchaîne ensuite avec la première rencontre des éliminatoires pour la Coupe du monde 1994 à Puerto Ordaz au Venezuela où il permet à la sélection d'obtenir la plus large victoire de son histoire à l'extérieur (7-1). La Bolivie parvient ensuite à remporter les quatre matchs suivants, qu'elle joue au Stade Hernando Siles, devant le Brésil (qui subit ce jour-là la première défaite de son histoire en éliminatoires d'une Coupe du monde), l'Uruguay, l'Équateur et le Venezuela (à nouveau étrillé sur le score de 7-0). Avec cinq succès en autant de matchs, la sélection est parfaitement lancée pour participer à sa troisième phase finale de Coupe du monde puisqu'elle compte quatre points d'avance sur le deuxième du groupe, le Brésil. Elle ne parvient pas ensuite à maintenir son rythme, encaissant une lourde défaite à Recife et un autre revers à Montevideo. Avant la dernière journée, la Verde partage la tête du groupe avec les Brésiliens et les Uruguayens, qui se rencontrent à Rio de Janeiro : un point face à l'Équateur suffit aux partenaires de Carlos Trucco pour occuper l'une des deux premières places du groupe, synonyme de qualification pour les États-Unis. Le contrat est rempli avec un match nul décroché à Guayaquil, qui permet à la Bolivie de participer à nouveau à la Coupe du monde, quarante-quatre ans après sa dernière apparition, pour ce qui est sa première qualification sur le terrain.
À partir d'avril 1994, Azkargorta emmène son groupe effectuer une tournée en Europe, multipliant ainsi les rencontres amicales face à des sélections nationales. La Bolivie affronte ainsi la Roumanie, la Grèce, l'Islande ou encore la république d'Irlande. Le bilan de cette période de préparation n'est pas fameux avec une seule victoire en six matchs. Après deux dernières rencontres à domicile face au Pérou puis contre la Suisse à Montréal, les Andins partent pour Chicago, lieu de leur première rencontre. Le tirage au sort leur offre le privilège de disputer le match d'ouverture de la compétition, face au tenant du titre, l'Allemagne. Au terme d'une rencontre équilibrée, les partenaires d'Etcheverry (exclu en fin de rencontre) s'inclinent par le plus petit des scores, sur un but de Jürgen Klinsmann. La deuxième rencontre semble plus à leur portée puisqu'à Foxborough, la Verde affronte la Corée du Sud, qui a réussi l'exploit d'accrocher l'Espagne lors du premier match. Le duel entre les guerriers Taeguk et les Boliviens se terminent sur un score nul et vierge et voit une fois encore les hommes d'Azkargorta finir à dix, après un carton rouge de Luis Héctor Cristaldo. La qualification pour les huitièmes de finale reste tout de même possible, en cas de victoire face à la Roja lors du dernier match, joué au Soldier Field de Chicago. Par l'intermédiaire d'Erwin Sánchez, la sélection réussit à marquer le premier but de son histoire en Coupe du monde mais ne peut éviter la défaite contre une équipe d'Espagne hors de portée. Avec un seul point en trois rencontres, la Bolivie termine à la dernière place du groupe et est logiquement éliminée de la compétition. Dans le classement officiel de la compétition, l'équipe termine à la 21e place.
L'année suivante, avec Antonio López Habas à sa tête, la Bolivie confirme son renouveau sportif lors de la Copa América 1995, jouée en Uruguay puisqu'elle atteint pour la première fois les quarts de finale de la compétition, après avoir terminé à la troisième place de son groupe du premier tour, derrière les États-Unis et l'Argentine. En quart de finale, la Verde s'incline face au pays organisateur, qui remporte l'épreuve quelques jours plus tard. Malgré cette belle performance, López Habas quitte son poste, remplacé par le Yougoslave Dušan Drašković. L'ancien sélectionneur de l'Équateur a une double mission : préparer la sélection nationale pour la Copa América 1997, jouée à domicile et bien figurer lors des éliminatoires de la Coupe du monde 1998, qui prend pour la première fois la forme d'une poule unique. La sélection andine dispute au printemps une longue série de rencontres amicales avant d'attaquer sa campagne qualificative, le 24 avril 1996, par une défaite 3-1 en Argentine. Elle poursuit avec de nouveaux matchs amicaux, dont une participation à l'US Cup, en compagnie du Mexique, de l'Irlande et des États-Unis. Le premier match des éliminatoires disputé à domicile est un festival, avec une large victoire contre les Venezueliens (6-1). La Verde ne parvient pas à confirmer puisqu'à mi-parcours, elle ne compte que trois succès, tous à domicile, en huit rencontres. Elle reste néanmoins sur une victoire de prestige contre l'Argentine, à quelques jours du coup d'envoi de la Copa América.
Pour la deuxième fois dans l'histoire de la compétition, c'est donc la Bolivie qui accueille les rencontres de la Copa América. Malgré leur parcours chaotique dans les éliminatoires de la Coupe du monde, la sélection bolivienne figure parmi les favoris, du fait d'évoluer à domicile, dans des enceintes situées à très hautes altitudes, contrairement à la majorité des autres équipes sud-américaines. Placée dans le groupe B, elle réalise un parcours parfait en battant successivement le Venezuela, le Pérou puis l'Uruguay, tenant du titre, sans encaisser un seul but. La suite du tournoi se révèle tout aussi bonne avec un succès en quart de finale contre la Colombie avant de s'imposer en demi-finale face aux Mexicains. La finale oppose donc le pays organisateur au champion du monde en titre, le Brésil de Ronaldo. Les partenaires d'Erwin Sánchez, auteur d'un but des 40 mètres juste avant la pause, tiennent le match nul avant de céder dans les dix dernières minutes de la rencontre, sur une percée de Ronaldo et un but de Zé Roberto dans les arrêts de jeu. Les Brésiliens remportent la 5e Copa América de leur histoire, la première gagnée hors du Brésil.
Après une année 1998 passée sans jouer, la sélection, dirigée à présent par l'Argentin Héctor Veira, dispute une série de rencontres amicales, dont une tournée au Guatemala et aux États-Unis. La Verde a deux objectifs pour cette année 1999 : confirmer lors de la Copa América sa place de finaliste deux ans plus tôt et bien figurer pour la première Coupe des confédérations de son histoire. Organisée au Paraguay, la Copa América 1999 est la première à accueillir parmi les participants une sélection d'Asie, en l'occurrence le Japon, qui est dans la poule de la Bolivie au premier tour, avec le pays organisateur et le Pérou. Après un nul sans but contre les Paraguayens, la sélection s'incline 1-0 contre le Pérou avant d'être accrochés par les Blue Samourais 1-1. Avec deux points, les hommes de Veira ne peuvent pas accéder aux quarts de finale de la compétition et sont éliminés. Erwin Sánchez est le seul buteur de son équipe.
La Bolivie enchaîne trois semaines après son nul face au Japon par la Coupe des confédérations, disputée au Mexique. Sa place de finaliste de la Copa América 1997, couplée au désistement du champion du monde en titre, la France, lui permet de participer pour la première fois à l'épreuve. Elle est opposée dans le groupe A au champion d'Afrique, l'Égypte, au champion d'Asie, l'Arabie saoudite et au vainqueur de la Gold Cup et pays organisateur, le Mexique. La Verde obtient deux matchs nuls, 2-2 contre les Pharaons et 0-0 face aux Saoudiens. Le dernier match contre les Mexicains les voit s'incliner sur un but de Palencia, synonyme d'élimination dès le premier tour. Gutiérrez et Ribera sont les seuls buteurs boliviens de la compétition.

### Des résultats sans relief (depuis 2000)

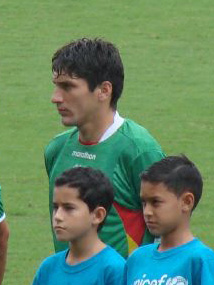
Ronald Raldes, l'un des piliers de la sélection depuis 2001

L'année 2000 démarre par un résultat record puisqu'en match amical, la sélection bolivienne s'impose face à son homologue d'Haïti sur le score de 9-2. Le principal objectif du nouveau sélectionneur, l'ancien international Carlos Aragonés, est de bien figurer lors des éliminatoires de la Coupe du monde 2002, étalées sur près de vingt mois, entre 2000 et 2001. Les Boliviens enchaînent trois rencontres sans victoire (défaites à l'extérieur face à l'Argentine et à l'Uruguay, nul à domicile face à la Colombie) avant de s'envoler pour le Japon afin de disputer la Coupe Kirin 2000 face aux Blue Samouraï et à la Slovaquie. Le tournoi amical est décevant avec deux revers, sur le même score de 2-0. La suite des éliminatoires confirme les débuts difficiles des Andins, qui perdent tous leurs matchs à l'extérieur et ne réussissent à s'imposer qu'à deux reprises à La Paz, face au Pérou et au Chili. La victoire-fleuve contre les Haïtiens en début d'année était un leurre puisque les attaquants boliviens n'ont marqué que quatre buts lors des treize matchs suivants. Elle retrouve des couleurs peu de temps avant le début de la Copa América 2001 puisque la Verde parvient à inscrire huit buts en deux rencontres : un nul spectaculaire 3-3 au stade Hernando Siles face à l'Argentine avant d'infliger une correction 5-0 face à la Vinotinto. La Copa América en Colombie est une édition particulière puisqu'à la suite de plusieurs forfaits, la Bolivie retrouve dans sa poule l'Uruguay et deux nations centraméricaines, le Honduras et le Costa Rica. Cette quarantième édition du tournoi est catastrophique pour les hommes d'Aragonés qui quittent prématurément Medellín avec trois revers en autant de rencontres, sans parvenir à marquer le moindre but. À cette contre-performance succède une autre déception sportive avec une nouvelle absence en Coupe du monde, à l'issue des qualifications, où les Boliviens se classent à la 7e place de la poule sud-américaine, malgré une victoire de prestige face aux futurs champions du monde brésiliens avec un nouvel entraîneur sur son banc, l'ancien gardien Carlos Trucco. Avec cette élimination de la Coupe du monde, les Boliviens ne jouent que cinq rencontres en 2002, toutes en amical, dont une pour la première fois de leur histoire en Afrique puisqu'ils affrontent l'une des futures révélations de la Coupe du monde 2002, le Sénégal.
Les éliminatoires pour la Coupe du monde 2006 en Allemagne débutent dès l'automne 2003. Après trois rencontres de préparation (face au Mexique, au Portugal et au Panama), la Verde, dirigée par l'ancien sélectionneur du Chili, Nelson Acosta, commence sa campagne de manière catastrophique avec quatre défaites lors des cinq premières rencontres, dont deux larges revers en Uruguay et en Argentine. Ces mauvais résultats provoquent le départ d'Acosta, remplacé par l'ancien international Ramiro Blacut. Un mois avant la Copa América 2004, les Andins battent le Paraguay avant de s'incliner à Quito face à l'Équateur. Versés dans le groupe A en compagnie de la Colombie, du Pérou et du Venezuela ils terminent pour la troisième fois consécutive une Copa América dès le premier tour. Ils accrochent tout d'abord le Pérou 2-2 (après avoir mené 2-0 à l'heure de jeu) avant de perdre face aux Colombiens et de faire match nul contre le Venezuela. Avec deux points et une place de moins bon troisième, la Bolivie quitte la compétition. Blacut et ses hommes doivent enchaîner avec la suite des éliminatoires pour le Mondial. Sur les onze matchs qu'ils disputent, ils n'en remportent que deux, face au Venezuela et au Pérou, et terminent à la dernière place de la poule sud-américaine. Entre-temps, Blacut a été remplacé par Ovidio Mezza, sans obtenir de meilleurs résultats.
En novembre 2006, pour le seul match international de la sélection, c'est l'ancien international Erwin Sánchez qui s'assoit pour la première fois sur le banc bolivien. Il assiste à une large victoire des siens face à l'équipe du Salvador. Il dispose de peu de rencontres pour préparer l'équipe pour la Copa América 2007, disputée pour la première fois au Venezuela mais réussit malgré tout de bons résultats en amical en s'imposant en Afrique du Sud et en décrochant le nul face à la République d'Irlande et au Paraguay. Le tirage au sort place les Andins dans le groupe A, en compagnie du pays organisateur, du Pérou et de l'Uruguay. Comme en 2004, ils terminent le premier tour avec un bilan de deux nuls (2-2 contre le Venezuela et le Pérou) et une courte défaite (1-0 face à l'Uruguay), se classant à la dernière place de la poule. En octobre, les éliminatoires de la Coupe du monde 2010 débutent et le démarrage est catastrophique pour la sélection avec un seul match nul en cinq rencontres. Ils remportent leur premier match en juin 2008 en s'imposant au stade Hernando Siles 4 à 2 face au Paraguay, leader invaincu du groupe. Une deuxième victoire en fin d'année face au Pérou ne leur permet pas de remonter au classement ; à mi-parcours, ils ne comptent que huit points, et sont 8e, à quatre points de la place de barragiste. La seconde moitié de la campagne de qualification est médiocre avec seulement deux victoires et un match nul en neuf rencontres. Mais ces deux victoires, si elles ne permettent finalement pas de se qualifier pour la Coupe du monde, ont un certain prestige puisqu'elles sont obtenues face au Brésil et à l'Argentine. Le large succès contre les hommes de Diego Maradona, sur le score de six buts à un marque les esprits. Cette défaite des Argentins, la plus large depuis soixante ans, met en lumière le jeune Joaquín Botero, auteur d'un triplé. Sánchez achève son mandat le 14 octobre 2009 avec une dernière défaite 1-0 à Lima devant le Pérou. Eduardo Villegas assure l'intérim en 2010, où la Verde ne dispute que trois sorties internationales, sans réussir à s'imposer, avant que Gustavo Quinteros ne soit désigné par les dirigeants de la fédération pour devenir le nouveau sélectionneur.

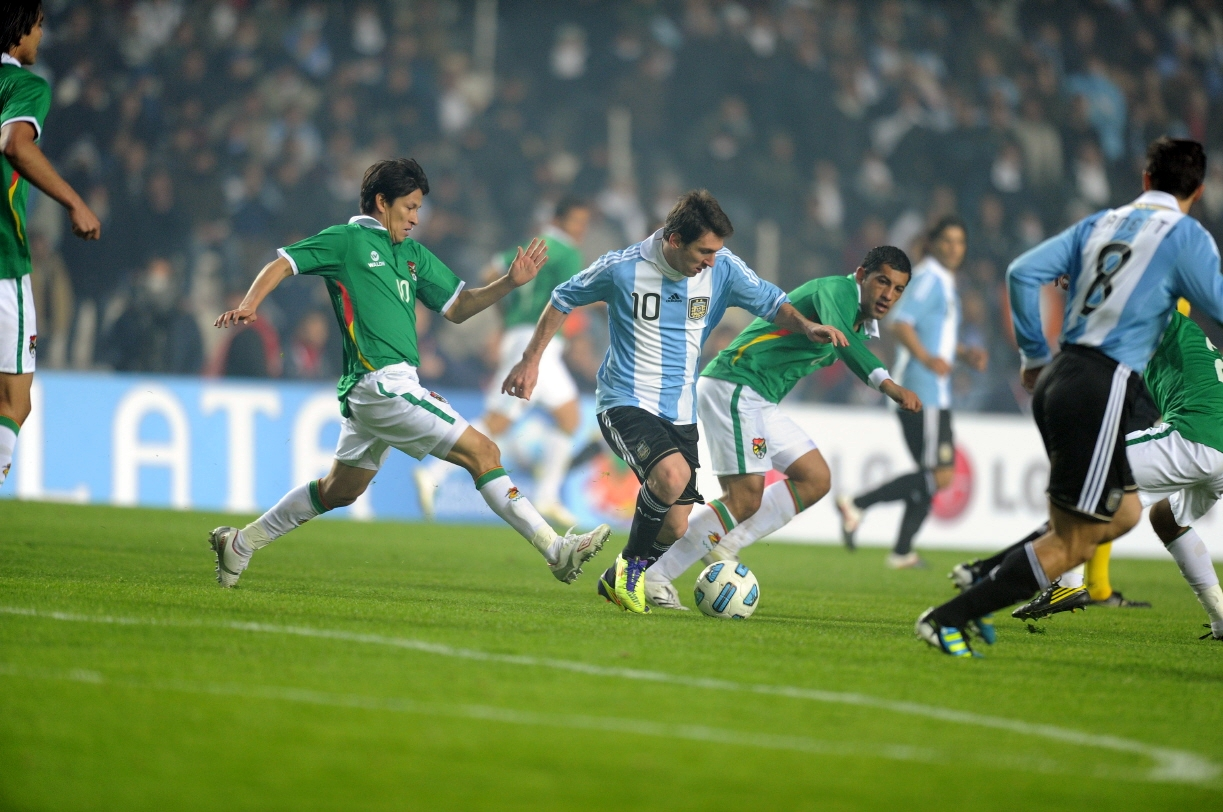
Le match Argentine-Bolivie (1-1) lors du premier tour de la Copa América 2011

Quinteros a deux objectifs pour l'année 2011 : bien figurer lors de la 43e édition de la Copa América, organisée en juillet en Argentine, et réussir une bonne entame dans les éliminatoires du Mondial 2014, qui démarrent en octobre. La longue série de matchs de préparation, disputés entre février et juin, ne permet pas à la sélection de prendre confiance puisqu'elle ne remporte aucun succès. Le tirage au sort de la Copa América la place dans le groupe A, en compagnie du pays organisateur, du Costa Rica, invité et de la Colombie. Les hommes de Quinteros débutent bien en obtenant le match nul 1-1 face à l'Argentine avant de perdre les deux rencontres suivantes sur le même score de deux buts à zéro. Edivaldo Hermoza est le seul buteur de la sélection, qui quitte la compétition dès le premier tour. Le début des éliminatoires de la Coupe du monde 2014 est catastrophique pour la Bolivie puisqu'elle perd quatre des six premiers matchs et ne remporte qu'un seul match, à domicile face au Paraguay. Cette mauvaise série provoque le départ de Gustavo Quinteros et l'arrivée de Xabier Azkargorta au poste de sélectionneur. Le technicien espagnol, qui effectue son deuxième mandat après un passage sur le banc entre 1993 et 1994, débute par une défaite face à l'Équateur à Quito et ne remporte qu'une seule victoire dans les éliminatoires, en octobre 2012, face à l'Uruguay. Ces mauvais résultats privent la sélection d'une qualification pour la Coupe du monde. En 2013, elle ne remporte qu'une seule victoire, face à Haïti, en dix rencontres. Malgré cette mauvaise série, les dirigeants de la fédération maintiennent leur confiance en Azkargorta.
Avec cette élimination de la Coupe du monde, la Verde s'apprête à passer une année 2014 sans rencontre officielle, la prochaine édition de la Copa América étant programmée pour l'été 2015 au Chili et les éliminatoires de la Coupe du monde 2018 ne démarrant qu'à l'automne 2015. Son programme pour le premier semestre 2014 se résume à deux rencontres amicales, le 30 mai 2014, à Séville, face à l'Espagne, championne du monde en titre, puis le 6 juin 2014, aux États-Unis, contre la Grèce, qualifiée quant à elle pour le Mondial au Brésil dans le cadre d'un mini-tournoi organisé par la Ligue nord-américaine de football. L'année est médiocre sur le plan des résultats avec quatre défaites en autant de rencontres, ce qui provoque le départ d'Azkargorta, qui reprend son poste d'entraîneur du Club Bolívar et l'arrivée de Mauricio Soria, d'abord en tant qu'intérimaire (avant d'être intronisé de manière officielle en janvier 2015). En novembre 2014, la sélection remporte son premier match depuis deux ans en s'imposant en amical face au Venezuela.
En juin 2015, la Bolivie prend part à la Copa América, organisée au Chili. Comme lors des trois éditions précédentes, les hommes de Soria sont versés dans le groupe du pays hôte, en compagnie cette fois-ci de l'Équateur et du Mexique, trois nations qui ont participé à la Coupe du monde 2014 au Brésil. Les Boliviens débutent la compétition le 12 juin 2015 avec un match nul 0 à 0 contre le Mexique. Lors de la deuxième journée, la Bolivie s'impose face à l'Equateur (3-2), signant sa première victoire en Copa América depuis 18 ans,. La période d'euphorie s'achève brutalement avec un lourd revers contre le Chili (0-5). Malgré cette défaite, la Verde se classe deuxième de son groupe et se qualifie pour les quarts de finale. L'aventure se termine contre le Pérou de Paolo Guerrero, auteur d'un triplé qui qualifie les Incas pour le dernier carré.
Après un début de campagne éliminatoire pour la Coupe du monde 2018 difficile (une victoire et cinq défaites après six rencontres), la Bolivie participe à l'édition 2016 de la Copa América, qui célèbre le centenaire de l'épreuve. Pour l'occasion, les dix pays membres de la CONMEBOL sont rejoints par six sélections de la CONCACAF pour disputer un tournoi à seize, aux États-Unis. C'est l'ancien international Julio César Baldivieso qui dirige la sélection. La Verde est dans le groupe D, en compagnie de l'Argentine, du Chili et du Panama. Elle quitte rapidement la compétition en confirmant son faible niveau de jeu, après avoir perdu ses trois matchs de poule. La Copa América 2019 sera du même acabit avec trois défaites en trois matchs dans le groupe A avec le Brésil (pays organisateur et vainqueur de l'épreuve), le Venezuela et le Pérou. La Copa América 2021, organisée en Colombie et en Argentine, change de format et la Bolivie sera dans le groupe "zone Sud" avec l'Argentine, le Chili, l'Uruguay, le Paraguay et un des deux pays invités, l'Australie.

## Tenues, emblèmes et symboles

### Tenues
C'est l'équipementier péruvien Walon Sport qui fournit les tenues de la sélection bolivienne depuis 2011.
| Période     | Équipementier         |
| ----------- | --------------------- |
| 1979        | Penalty               |
| 1980-1981   | Adidas                |
| 1983-1985   | Penalty               |
| 1986-1987   | Adidas                |
| 1988        | Palacio de las Gorras |
| 1989-1990   | Penalty               |
| 1991-1992   | Adidas                |
| 1993-1999   | Umbro                 |
| 2000-2006   | Atletica (en)         |
| 2007-2010   | Marathon Sports       |
| Depuis 2011 | Walon Sport           |

| 1926-1953                                    | 1946 | Depuis 1957 (domicile) | Depuis 1957 (extérieur) |
| Historique du maillot de l'équipe de Bolivie |      |                        |                         |

À partir de 1979, la fédération fait appel à des entreprises spécialisées dans le design, la production et la commercialisation des maillots. Jusqu'en 1992, elle choisit l'alternance entre l'Allemand Adidas et le Brésilien Penalty, avec une parenthèse en 1988 avec un contrat d'un an avec l'équipementier bolivien Palacio de las Gorras. En 1993, Umbro signe un contrat de six ans pour redessiner le maillot de la Verde, suivi de 1999 à 2006 par l'entreprise mexicaine Atletica puis Marathon Sports d'Équateur, entre 2007 et 2010. Depuis 2011, c'est le Péruvien Walon Sport qui gère le maillot de l'équipe nationale.
Jusqu'en 1953, la sélection bolivienne joue avec un maillot blanc et un short et des bas noirs, avec une seule exception en 1946, où elle dispute la Copa América 1946 avec un maillot rayé noir et blanc. C'est lors de la Copa América 1957 qu'elle va porter pour la première fois ce qui va devenir sa tenue traditionnelle, à savoir un maillot vert accompagné d'un short et de bas blancs. C'est de cette tenue que la sélection tient son surnom, la Verde (la Verte, en espagnol). Lorsqu'elle joue à l'extérieur, la Bolivie joue avec un maillot blanc, un short vert et des bas blancs.

### Emblèmes et symboles

Emblème de la fédération bolivienne de football
Drapeau de la Bolivie
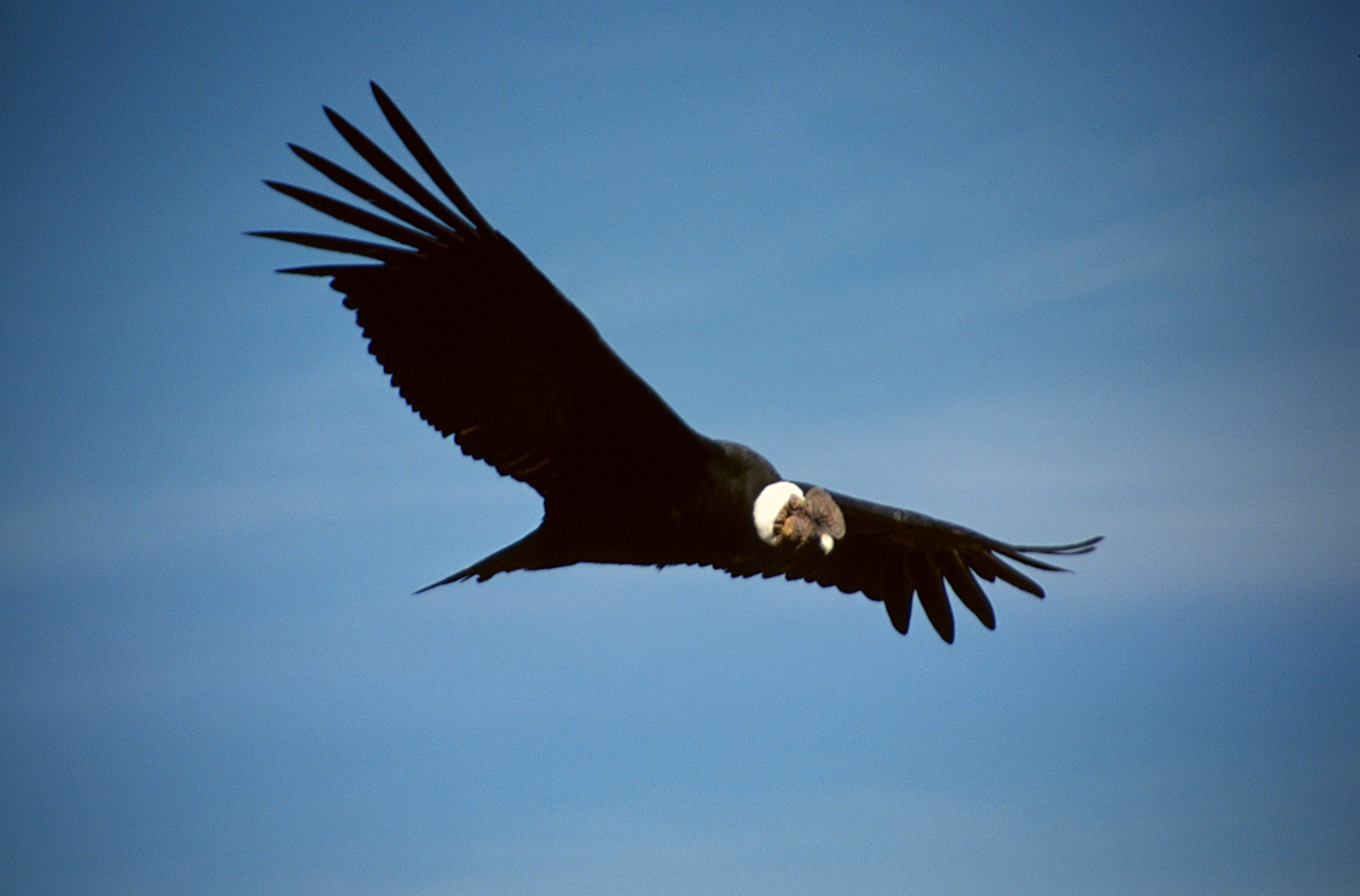
Le condor (Vultur gryphus), animal symbole de la cordillère des Andes
Armes de la Bolivie

L'équipe nationale porte l'écusson de la fédération sur la poitrine lors des rencontres qu'elle dispute. Cet écusson est composé en arrière-plan d'un blason qui reprend les couleurs du drapeau bolivien et d'un condor des Andes, animal symbole de cette région du monde, qui figure également sur les armes du pays. Ailes déployées, l'oiseau tient dans ses serres un ballon stylisé portant le sigle de la Federación Boliviana de Futból.

## Composition

### Joueurs

#### Provenance des joueurs
La faiblesse du championnat bolivien, et par conséquent celle de l'équipe nationale, a empêché pendant longtemps les internationaux de pouvoir s'exporter dans des championnats étrangers, beaucoup plus relevés. Ce constat est vrai jusque dans les années 1960, où les meilleurs Boliviens ont commencé à être recrutés à l'étranger (Ramiro Blacut semble être le premier Bolivien jouant à l'étranger lorsqu'il s'engage avec le club argentin du Ferro Carril Oeste en 1963). Ainsi, cinq des vingt-deux joueurs présents lors de la phase finale de la Coupe du monde 1994 jouent dans un autre championnat, en majorité sud-américain : deux au Chili, un en Colombie, un en Argentine et un au Portugal. Erwin Sánchez est un précurseur puisque, dès 1990, il est le seul à évoluer en Europe, au sein du club portugais de Boavista Porto. Il est suivi par Marco Etcheverry qui signe en Liga, à Albacete en 1992.
À la suite des bons résultats boliviens dans les années 1990, de nouveaux internationaux sont engagés dans les championnats d'autres continents. Julio César Baldivieso porte ainsi le maillot du Yokohama F·Marinos au Japon, le gardien Carlos Trucco est engagé par les Mexicains du CD Cruz Azul tandis que Moreno et Etcheverry signent avec le club de D.C. United, en MLS américaine. Enfin, Juan Manuel Peña rejoint Sánchez en Europe puisqu'il est recruté par l'équipe espagnole du Real Valladolid.
La tendance n'a fait que s'accentuer au cours des années et actuellement, l'équipe nationale compte des joueurs évoluant en Amérique du Sud (Argentine ou Brésil), en Europe (Belgique) ou en Asie (Thaïlande, Chine ou Qatar). Néanmoins, la majorité des joueurs appelés en sélection dispute le championnat bolivien où The Strongest et le Club Bolívar, deux clubs de La Paz, restent les plus gros pourvoyeurs d'internationaux.

#### Joueurs importants
| Rang | Joueur           | Sélections | Première sélection           | Dernière sélection          | Durée             | Palmarès |
| ---- | ---------------- | ---------- | ---------------------------- | --------------------------- | ----------------- | -------- |
| 1    | Marcelo Moreno   | 107        | 12 septembre 2007 (à 20 ans) | 22 novembre 2023 (à 36 ans) | 16 ans et 2 mois  | -        |
| 2    | Ronald Raldes    | 101        | 3 juin 2001 (à 20 ans)       | 9 juin 2018 (à 37 ans)      | 17 ans            | -        |
| 3    | Marco Sandy      | 93         | 29 janvier 1993 (à 21 ans)   | 18 novembre 2003 (à 32 ans) | 10 ans et 10 mois | CA 1997  |
| 3    | Luis Cristaldo   | 93         | 10 juin 1989 (à 19 ans)      | 9 octobre 2005 (à 36 ans)   | 16 ans et 4 mois  | CA 1997  |
| 5    | José Melgar      | 89         | 30 novembre 1980 (à 21 ans)  | 25 juin 1997 (à 37 ans)     | 16 ans et 7 mois  | CA 1997  |
| 6    | Carlos Borja     | 88         | 10 juillet 1979 (à 22 ans)   | 16 juillet 1995 (à 38 ans)  | 16 ans            | -        |
| 7    | Juan Carlos Arce | 87         | 6 juillet 2004 (à 19 ans)    | 1er février 2022 (à 36 ans) | 17 ans et 7 mois  | -        |
| 8    | Juan Manuel Peña | 86         | 16 juin 1991 (à 18 ans)      | 10 juin 2009 (à 36 ans)     | 18 ans            | CA 1997  |
| 9    | Julio Baldivieso | 85         | 14 juin 1991 (à 19 ans)      | 12 octobre 2005 (à 33 ans)  | 14 ans et 4 mois  | CA 1997  |
| 10   | Miguel Rimba     | 80         | 25 mai 1989 (à 21 ans)       | 27 juillet 2000 (à 32 ans)  | 11 ans et 2 mois  | CA 1997  |

| Rang | Joueur           | Carrière  | Buts |
| ---- | ---------------- | --------- | ---- |
| 1    | Marcelo Moreno   | 2007-2023 | 31   |
| 2    | Joaquín Botero   | 1999-2009 | 20   |
| 3    | Victor Ugarte    | 1947-1963 | 16   |
| 4    | Carlos Aragonés  | 1977-1981 | 15   |
| 4    | Erwin Sánchez    | 1989-2005 | 15   |
| 4    | Julio Baldivieso | 1991-2005 | 15   |
| 7    | Juan Carlos Arce | 2004-2022 | 14   |
| 8    | Máximo Alcócer   | 1957-1963 | 13   |
| 8    | Marco Etcheverry | 1989-2003 | 13   |
| 10   | Miguel Aguilar   | 1977-1983 | 10   |

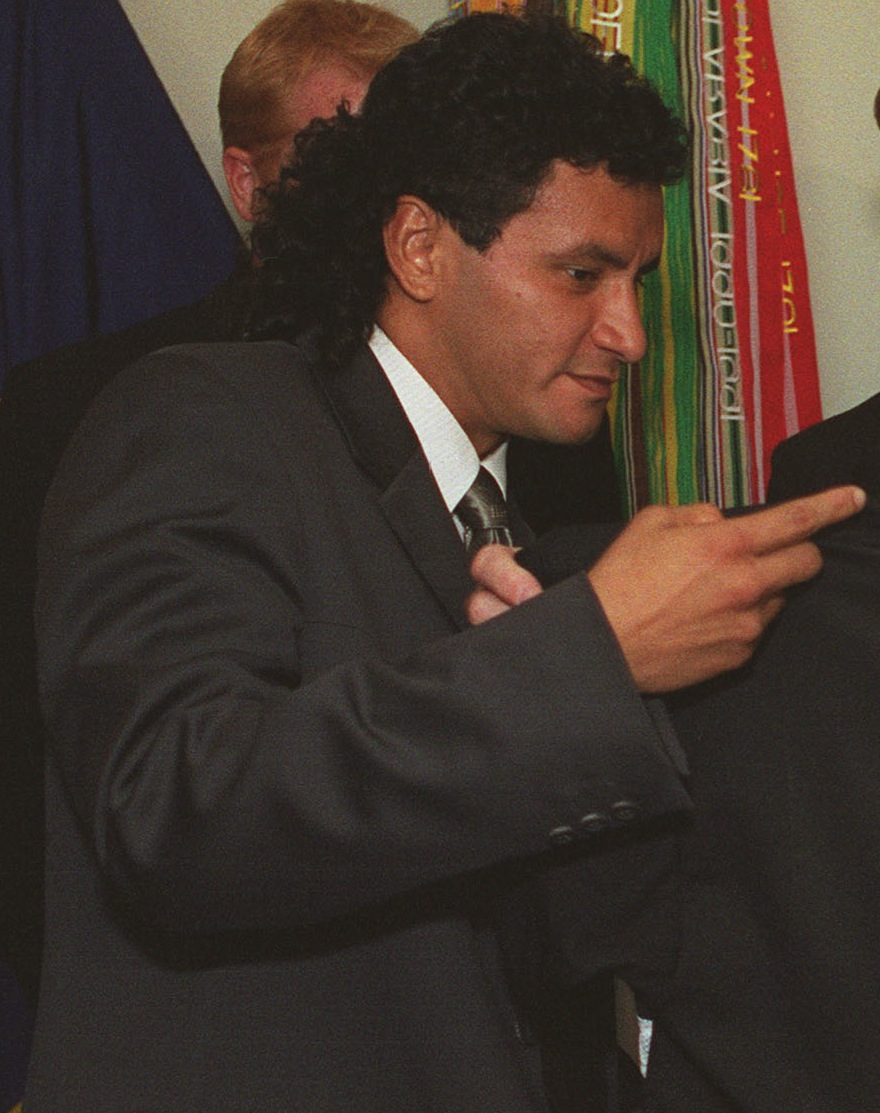
Marco Etcheverry, l'un des plus célèbres joueurs de la sélection bolivienne.

Víctor Ugarte est le premier grand joueur international bolivien. Né en 1926, il porte pendant onze ans les couleurs du Club Bolívar de La Paz. C'est également l'attaquant vedette de l'équipe nationale, où il fait ses débuts lors de la Copa América 1947 en Équateur, à 21 ans. Il inscrit son premier but deux ans plus tard, lors de la première victoire bolivienne dans la compétition face au Chili (match remporté sur le score de 3 à 2) et achève cette édition 1949 avec un total de cinq réalisations. Ugarte est de toutes les compétitions dans lesquelles la Bolivie est engagée : la Coupe du monde 1950, la Copa América (cinq tournois disputés entre 1947 et 1963) et les diverses campagnes de qualification pour la Coupe du monde. Il atteint avec l'ensemble de la sélection la consécration en 1963 en remportant, à domicile, la Copa América, s'illustrant en inscrivant un doublé lors du match pour le titre, remporté 5-4 face aux doubles champions du monde brésiliens pour ce qui constitue sa dernière apparition sous le maillot bolivien. Son bilan avec la Verde est de 16 buts en 45 sélections, un record de buts qui n'est dépassé qu'en 2009 par Joaquín Botero. Ugarte disparaît en mars 1995. Le plus grand stade de Potosí, l'une des plus hautes enceintes sportives du monde (3 700 mètres d'altitude) porte aujourd'hui son nom et accueille les rencontres des deux clubs de la ville, le Real Potosí et le Nacional Potosí.
Né en 1936, Wilfredo Camacho participe avec Ugarte à la campagne victorieuse en Copa América 1963 sous le maillot de la Verde. Le natif de Quillacollo va quasiment disputer toute sa carrière en club au Deportivo Municipal de La Paz, excepté deux saisons à l'étranger, en Argentine au Ferro Carril Oeste en 1962 et en Colombie où il s'engage en 1964 avec Once Caldas. Sa carrière internationale débute en 1956 et va durer onze ans. Il inscrit son premier but en 1961, au cours des éliminatoires pour la Coupe du monde 1962, lors d'une défaite 2-1 en Uruguay. La Copa América disputée à domicile reste le sommet de sa carrière : Camacho dispute toutes les rencontres et termine la compétition avec quatre buts inscrits. Il dispute sa dernière rencontre avec la Bolivie en 1967, lors de la Copa América disputée à Montevideo. Le tenant du titre fait pâle figure avec aucune victoire en cinq rencontres et surtout aucun but inscrit. Camacho stoppe ainsi tristement sa carrière en vert.
Carlos Fernando Borja est l'un des footballeurs boliviens les plus capés de l'histoire, avec 88 sélections et un but marqué. Ce milieu de terrain, né en 1956 à Cochabamba, n'a porté au cours de sa carrière qu'un seul maillot, celui du Club Bolívar, entre 1977 et 1997. Son palmarès en club est énorme avec onze titres de champion, accumulés entre 1978 et 1997, 530 matchs de championnat joués et 129 buts inscrits. En sélection, il est appelé pour la première fois en juillet 1979 et participe à toutes les grandes compétitions avec la Bolivie : cinq Copa América, dont son meilleur résultat est un quart de finale lors de l'édition 1995 (pour ce qui reste sa dernière apparition avec l'équipe nationale) mais surtout la phase finale de la Coupe du monde 1994, où il est titulaire et porte même le brassard de capitaine lors des trois rencontres du premier tour, face à l'Allemagne, la Corée du Sud et l'Espagne. Borja inscrit son seul et unique but avec la Verde en juin 1987, lors d'une rencontre amicale perdue à l'extérieur face à l'Uruguay. À l'issue de sa carrière professionnelle, il change complètement de domaine et s'engage en politique.
José Milton Melgar est derrière Cristaldo et Sandy le troisième international le plus capé de l'histoire de la sélection. Né en 1959 à Santa Cruz de la Sierra, il commence sa carrière au Club Blooming avant de jouer en Argentine et au Chili. En club, son palmarès est de trois titres de champion de Bolivie, avec trois formations différentes (Club Blooming, Oriente Petrolero, The Strongest). Melgar porte pour la première fois le maillot de la Verde à 21 ans, en 1980 lors d'une rencontre amicale gagnée 3-0 face à la Finlande. Il prend part par la suite à toutes les compétitions internationales de la Bolivie, dont la phase finale de la Coupe du monde 1994 (où il est titulaire lors des trois rencontres jouées par la sélection) et la Copa América 1997, achevée en finale contre le Brésil de Ronaldo. Melgar achève sa carrière internationale lors de la demi-finale de la Copa América, gagnée face au Mexique, ce qui constitue sa 89e et dernière sélection, un record qui tient jusqu'en janvier 2002, battu par Marco Sandy. Il a inscrit six buts, dont un doublé lors de la victoire record de la Bolivie face au Venezuela (7-0) durant les éliminatoires de la Coupe du monde 1994.
Né en 1969, Erwin « Platini » Sánchez commence sa carrière au sein du centre de formation de Tahuichi Aguilera avant de porter les couleurs des Destroyers Santa Cruz et du Club Bolívar. À 21 ans, il est recruté par le club portugais du Benfica Lisbonne. Il va passer la majeure partie de sa carrière au Portugal, passant par le GD Estoril-Praia et Boavista FC avant de raccrocher les crampons en 2005 après une dernière saison dans le club bolivien d'Oriente Petrolero. Avant même de partir pour l'Europe, Sánchez est appelé en équipe nationale puisque sa première sélection a lieu en 1989. Cinq ans plus tard, il marque l'histoire de la sélection puisqu'en réduisant l'écart face à l'Espagne lors de la phase finale de la Coupe du monde 1994, il devient le premier buteur bolivien en Coupe du monde et reste à ce jour le seul. Avec la Verde, en plus de la Coupe du monde 1994, Sánchez participe à cinq Copa América dont l'édition 1997 achevée en finale face au Brésil et une phase finale de Coupe des confédérations en 1999. Il a inscrit 15 buts lors de ses 57 apparitions avec la Bolivie.

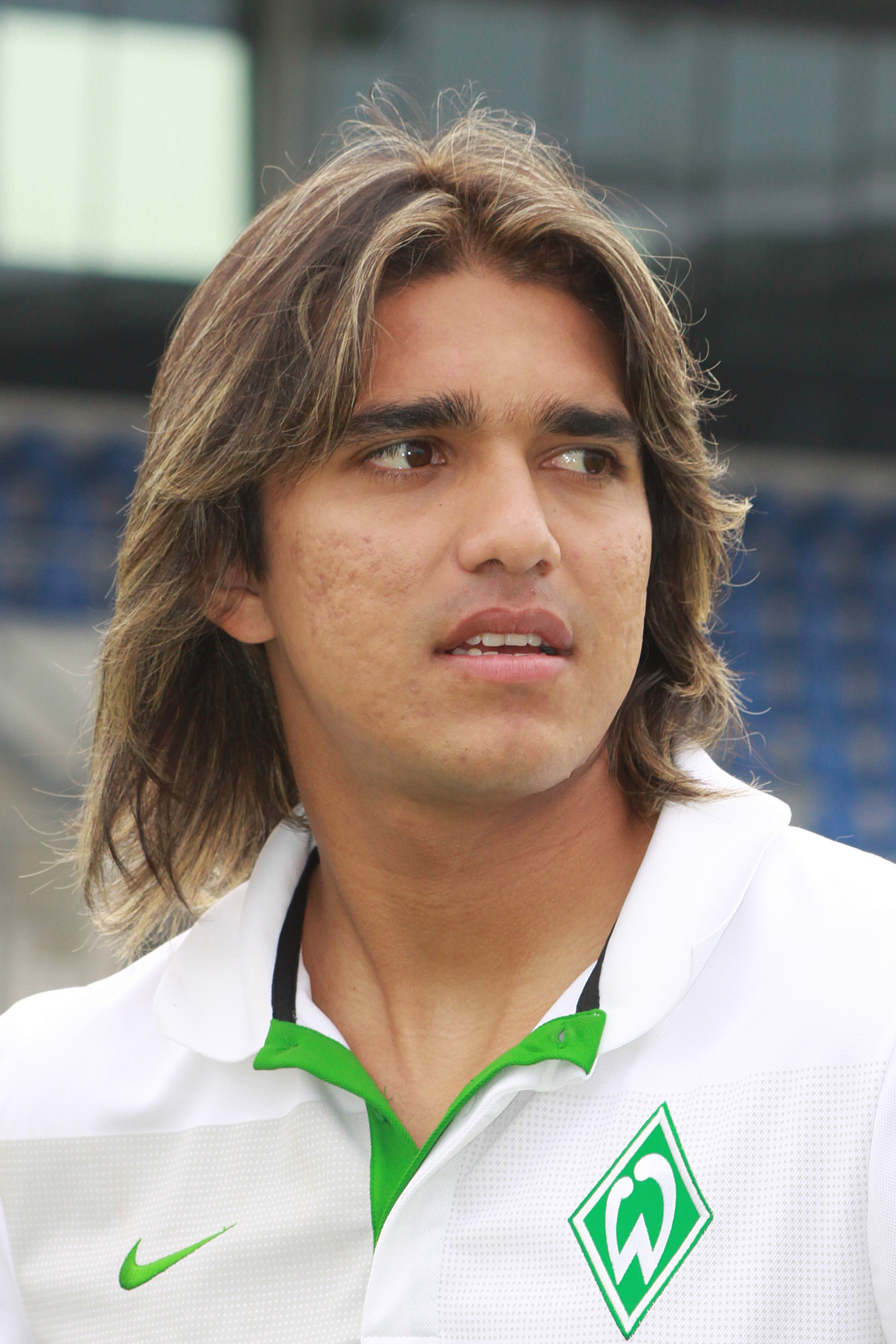
Marcelo Martins, meilleur buteur en activité de la sélection

Luis Héctor Cristaldo est actuellement avec Marco Sandy le recordman des sélections en équipe nationale. Né le 31 août 1969 en Argentine, il arrive en Bolivie à l'âge de 15 ans et commence sa carrière au sein du club d'Oriente Petrolero au poste de défenseur. Il porte ensuite les couleurs du Club Bolívar puis est transféré en Espagne, au Sporting Gijón où il ne reste finalement qu'une saison avant de revenir en Bolivie après un passage manqué au Paraguay. Il raccroche les crampons à 38 ans, en 2007 avec son club formateur, Oriente Petrolero. À son palmarès, il compte six titres de champion de Bolivie, remportés avec Oriente Petrolero, Bolívar et The Strongest. Il est appelé en sélection pour la première fois à l'âge de 20 ans, en 1989 lors d'une rencontre des éliminatoires de la Coupe du monde 1990 face à l'Uruguay. Il fait partie de la génération dorée du football bolivien qui participe à la phase finale de la Coupe du monde 1994, atteint la finale de la Copa América 1997 et joue la Coupe des confédérations 1999 au Mexique. Son bilan avec la Verde est de 93 capes pour 5 buts inscrits.
Marco Etcheverry est avec Erwin Sanchez le footballeur le plus connu en Bolivie. Né en 1970, il commence sa carrière pro très jeune (à 16 ans) et dispute pendant cinq saisons le championnat bolivien (avec les Destroyers Santa Cruz et le Club Bolívar) avant de partir en Europe pour porter les couleurs d'Albacete Balompié en Liga espagnole. En 1994, il retourne en Amérique du Sud, d'abord au Chili dans le club de Colo-Colo puis dans la formation colombienne d'América Cali. Il est ensuite pendant 7 ans joueur de D.C. United en MLS américaine, avec de nombreux prêts d'une saison en Équateur et en Bolivie. Il achève sa carrière dans son pays, au Club Bolívar. Etcheverry a porté à 71 reprises le maillot de la sélection nationale, entre 1989 et 2006, inscrivant 13 buts. Il a pris part à la phase finale de la Coupe du monde 1994, se faisant expulser lors du match d'ouverture face à l'Allemagne.
Formé à la Tahuici Academy, comme Sanchez, Juan Manuel Peña débute au poste de défenseur au sein du club bolivien de Blooming Santa Cruz avant d'effectuer le reste de sa carrière à l'étranger. Il joue deux ans en Colombie, au Santa Fe CD avant de partir en Espagne, où il passe quatorze ans : neuf ans au Real Valladolid, trois ans à Villarreal et deux ans au Celta Vigo. En 2010, il honore un dernier contrat avec le D.C. United aux États-Unis avant de terminer sa carrière. Avec 85 sélections en équipe nationale, Peña est l'un des joueurs les plus capés de l'histoire de la Bolivie. Il connaît sa première sélection à 18 ans, en 1991 et dispute avec la Verde six Copa América, une phase finale de Coupe du monde (en 1994) et le premier tour de la Coupe des confédérations en 1999.
Né en Argentine en 1957, Carlos Trucco commence sa carrière professionnelle au poste de gardien de but dans le championnat argentin, qu'il dispute de 1977 à 1985. Il arrive ensuite en Bolivie, au club de Destroyers Santa Cruz, qu'il quitte trois ans plus tard. La suite de son parcours le voit changer souvent de club et de pays, puisque outre l'Argentine et la Bolivie, Trucco découvre les championnats colombien et mexicain. C'est l'Argentin Jorge Habbeger qui le fait débuter en équipe nationale à 32 ans, en 1989, année de sa naturalisation. Le portier va cependant véritablement s'imposer quelques années plus tard puisqu'il est le titulaire indiscutable de la Verde lors des éliminatoires de la Coupe du monde 1994 (il joue sept des huit rencontres de la campagne qualificative) et joue les trois rencontres du premier tour de la phase finale aux États-Unis. Sa dernière sélection a lieu en 1997, lors de la finale de la Copa América face au Brésil. Trucco, âgé alors de 40 ans, dispute son 51e et dernier match et devient ainsi le gardien de but le plus capé de l'histoire de l'équipe nationale. En 2001, devenu entraîneur, il occupe éphémèrement le poste de sélectionneur, l'espace de six rencontres.
Julio César Baldivieso fait également partie de la génération dorée du football bolivien. Né en 1971, le milieu de terrain originaire de Cochabamba a connu au cours de sa carrière de nombreux clubs dans plusieurs pays (Bolivie, Chili, Argentine, Équateur, Venezuela mais aussi Japon, Qatar ou Arabie saoudite). Il est formé au sein du club de Jorge Wilstermann, équipe de sa ville natale en 1987, à l'âge de 17 ans. Baldivieso débute en équipe nationale quatre ans plus tard, puisqu'il fait partie du groupe bolivien participant à la Copa América 1991, organisée au Chili où il participe à toutes les rencontres de la Verde. Il devient l'un des piliers de la Bolivie, prenant part durant 20 ans à cinq Copa América et à la phase finale de la Coupe du monde 1994 aux États-Unis. Sa dernière sélection a lieu en octobre 2005 : âgé de 44 ans, il est appelé par le sélectionneur Ovidio Mezza pour prendre part à deux rencontres des éliminatoires de la Coupe du monde 2006, quatre ans après sa dernière apparition sous le maillot bolivien. Son bilan en équipe nationale est de 85 sélections (soit le 5e total de l'histoire) et de quinze buts, un total uniquement dépassé par Joaquín Botero et Víctor Ugarte. Il devient par la suite entraîneur, dirigeant plusieurs formations boliviennes de première division, telles qu'Aurora Cochabamba, Nacional Potosí et San José Oruro.
Marco Sandy détient avec Luis Héctor Cristaldo le record de sélections en équipe nationale. Solide défenseur natif de Cochabamba, il a porté durant l'essentiel de sa carrière, entre 1990 et 2006, le maillot du Club Bolívar, ne quittant son club (et la Bolivie) qu'à trois reprises. Il joue une saison en Liga espagnole avec le Real Valladolid, deux saisons dans le club argentin du Gimnasia y Esgrima de San Salvador de Jujuy et une saison au Mexique avec le club de Tampico Madero. C'est avec le Club Bolivar qu'il se constitue son palmarès avec six titres de champion de Bolivie, entre 1991 et 2004. Sandy débute en équipe nationale à l'âge de 20 ans, lors d'un match amical face au Honduras en janvier 1993. Quelques mois plus tard, il découvre sa première compétition internationale, la Copa América, disputée en Équateur. Il enchaîne l'année suivante avec la phase finale de la Coupe du monde 1994 où il joue les trois rencontres. Sandy participe au total à cinq éditions de la Copa América, dont celle de 1997 perdue en finale à domicile contre le Brésil. Sa carrière en vert est courte (10 ans) mais intense puisqu'il accumule 93 sélections et 6 buts inscrits.
Né en 1977, Joaquín Botero est actuellement le recordman de buts marqués avec la sélection bolivienne (20 réalisations). Le natif d'El Dorado a porté les couleurs du Club Bolívar (où il obtient le titre de meilleur buteur mondial de l'année par l'IFFHS en 2002) puis est parti dans le club mexicain d'UNAM où il remporte deux titres en 2004. Il connaît ensuite de nombreux transferts, en Argentine, au Venezuela, un retour en Bolivie avant une nouvelle saison au Mexique. Il dispute ensuite quelques matchs au Koweït avant de revenir à San José Oruro. En 2013, à 37 ans, il rejoint le club de Sport Boys Warnes, promu en première division bolivienne. En équipe nationale, il représente la Bolivie à partir de 1999, disputant deux Copa América et une Coupe des confédérations. Botero annonce en 2009 la fin de sa carrière internationale, avançant un manque de motivation. Son bilan en dix ans en sélection est de 20 buts en 48 rencontres.

#### Appelés récemment
Les joueurs suivants ne font pas partie du dernier groupe appelé mais ont été retenus en équipe nationale lors des 12 derniers mois.
| Pos. | Nom                 | Date de Naissance | Sél. | Buts | Club (au moment de leur dernière convocation) | Dernier appel                  |
| ---- | ------------------- | ----------------- | ---- | ---- | --------------------------------------------- | ------------------------------ |
| D    | Diego Bejarano      | 14 août 1991      | 29   | 2    | Club Bolívar                                  | vs Équateur, 10 septembre 2019 |
| D    | José María Carrasco | 16 août 1997      | 2    | 0    | Club Blooming                                 | vs Équateur, 10 septembre 2019 |
| D    | Ronny Montero       | 15 mai 1991       | 1    | 0    | CD Jorge Wilstermann                          | vs Équateur, 10 septembre 2019 |
| D    | Sebastián Reyes     | 12 mars 1997      | 1    | 0    | CD Jorge Wilstermann                          | vs Équateur, 10 septembre 2019 |

### Sélectionneurs
| Entraîneur          | Période   | Matchs |
| ------------------- | --------- | ------ |
| Xabier Azkargorta   | 1993-2014 | 52     |
| Ramiro Blacut       | 1979-2004 | 37     |
| Erwin Sánchez       | 2006-2009 | 33     |
| Antonio López Habas | 1995-1997 | 30     |
| Carlos Aragonés     | 2000-2001 | 22     |
| Freddy Valda        | 1965-1975 | 20     |

Trente-trois techniciens ont occupé le poste de sélectionneur de l'équipe de Bolivie depuis sa mise en place en 1927. Si la majorité d'entre eux sont de nationalité bolivienne, l'équipe nationale a connu plusieurs entraîneurs étrangers dont le premier est l'Italien Mario Pretto, engagé pour accompagner la Verde lors de la phase finale de la Coupe du monde 1950. Plusieurs sélectionneurs ont effectué deux, trois mandats, ce qui est le cas de Ramiro Blacut entre 1979 et 2005 ou même quatre mandats, comme Freddy Valda, sur le banc bolivien en 1965, 1969, 1973 et 1975. En revanche, peu d'entre eux sont restés en place sur une longue période : le plus long mandat est effectué par Erwin Sánchez, en poste entre 2006 et 2009. Pour ce qui est du nombre de matchs dirigés, c'est l'Espagnol Xabier Azkargorta, qui détient le record avec 52 rencontres sur le banc bolivien (37 lors de son premier mandat et 15 à l'occasion de son second mandat).
Danilo Faria Alvim est le sélectionneur du titre en Copa América 1963. L'ancien international brésilien (il a pris part à la phase finale de la Coupe du monde 1950, disputée dans son pays, dont la finale perdue au stade Maracanã face à l'Uruguay) prend en main la sélection au début de l'année 1963 en remplacement de Vicente Arraya, pour ce qui constitue sa première (et unique) expérience en tant qu'entraîneur. Ses premiers matchs sur le banc se soldent par deux lourdes défaites face au Paraguay lors de la Copa de Paz del Chaco (0-3 et 1-5), avec l'arrivée en sélection d'un futur grand joueur : Ramiro Blacut. Le technicien auriverde n'a qu'un objectif en tête : bien faire figurer la Verde lors de la Copa América disputée à domicile. Le parcours de ses joueurs, quasiment parfait un nul en ouverture face à l'Équateur suivi de cinq victoires, lui assure le sacre continental à l'issue d'une dernière rencontre gagnée face aux doubles champions du monde brésiliens. Malgré le titre, son mandat de sélectionneur s'arrête en même temps que la compétition. Danilo Faria Alvim décède en 1996 à l'âge de 76 ans.
Freddy Valda détient un record particulier puisqu'il a effectué quatre mandats de sélectionneur de la Bolivie, entre 1965 et 1975. Ancien attaquant international (il a disputé la Copa América 1959 en Argentine) passé par trois clubs de La Paz, Valda commence sa carrière d'entraîneur lorsque la fédération fait appel à lui en 1965 afin de mener la Verde lors des éliminatoires de la Coupe du monde 1966, qui s'achève prématurément avec une seule victoire en quatre rencontres. Il passe ensuite par Club Bolívar avant de revenir sur le banc bolivien en 1969, une fois encore pour tenter de se qualifier pour la Coupe du monde au Mexique, où ses hommes manquent de peu d'obtenir leur billet pour la phase finale, devancés par le Pérou. Valda dirige ensuite les clubs de The Strongest et Chaco Petrolero (en) avant d'être rappelé, une troisième fois, au chevet de la sélection, en 1973 où il ne la dirige que lors de plusieurs rencontres amicales. Deux ans plus tard, le natif de Sucre effectue un quatrième et dernier passage à la tête de l'équipe de Bolivie, lors de la Copa América 1975, achevée dès le premier tour avec un seul succès et trois revers. Son bilan avec la Bolivie en vingt rencontres sur le banc bolivien est de 5 victoires, 3 matchs nuls et 12 défaites. Valda décède en 2003 à l'âge de 71 ans.
Né en 1944 à La Paz, Ramiro Blacut connaît une belle carrière de joueur : il remporte avec son pays la Copa América 1963 (où il reçoit le titre de meilleur joueur), est sacré à trois reprises champion de Bolivie et gagne même une Coupe de RFA lors de son passage d'une saison au Bayern Munich. Il raccroche les crampons à 30 ans en 1974. En 1979, il est choisi par les dirigeants de la fédération pour prendre en charge l'équipe nationale. Les Boliviens disputent la 31e édition de la Copa América où ils sont opposés aux champions du monde argentins et au Brésil. Le bilan des Andins est mitigé, avec deux victoires à domicile et deux défaites à l'extérieur, un résultat insuffisant pour accéder aux demi-finales de la compétition. En 1981 débute la campagne de qualification pour la Coupe du monde 1982 en Espagne. La Bolivie retrouve une fois encore le Brésil ainsi que le Venezuela dans son groupe où seul le premier se qualifie pour la phase finale. Les Auriverde dominent la poule, gagnant leurs quatre rencontres. La défaite bolivienne à domicile contre les hommes de Telê Santana le 22 février 1981 met un terme au mandat de sélectionneur de Blacut, qui part diriger Club Blooming. En 1991, la fédération fait à nouveau appel à lui pour mener la Bolivie lors de la Copa América, organisée par le Chili. Blacut dispose d'un groupe de joueurs emmenés par deux talents : Marco Etcheverry et Erwin « Platini » Sánchez. Le résultat final ne répond pas aux attentes du pays puisque les Boliviens terminent derniers de leur groupe, sans remporter le moindre match. Ce deuxième passage à la tête de la sélection se termine le soir du dernier match, contre la Colombie. Le technicien retourne alors au Club Blooming. Le 1er juin 2004, il est appelé pour la troisième fois au chevet de la sélection nationale, engagée dans les éliminatoires de la Coupe du monde 2006. Il prend la suite du Chilien Nelson Acosta, limogé à la suite d'un revers à domicile contre le Chili. Le bilan de la Verde n'est pas bon avec quatre défaites en cinq matchs disputés. En juillet, elle prend part à la Copa América, disputée au Pérou. Opposés à la Colombie, au Venezuela et au pays hôte, les hommes de Blacut ne se classent que troisièmes, sans gagner de rencontres. La suite des éliminatoires pour la Coupe du monde n'est pas plus glorieuse puisqu'au soir d'une défaite en |Colombie, Blacut doit quitter son poste, avec un bilan mitigé de 2 victoires, 3 nuls et 4 défaites en 9 rencontres. Il achève sa carrière sur le banc du Club Deportivo Cuenca puis du club bolivien d'Oriente Petrolero.
Antonio López Habas a succédé à Xabier Azkargorta après la Coupe du monde 1994. L'entraîneur espagnol, né en 1957, côtoie l'équipe nationale depuis deux ans puisqu'il est l'adjoint d'Azkargorta durant son mandat de sélectionneur. Il est auparavant passé par l'équipe réserve de l'Atlético Madrid et plusieurs formations de divisions inférieures ibériques avant de rejoindre le technicien basque en Bolivie. Sa première expérience sur le banc bolivien a lieu lors de la Copa América 1995 en Uruguay où la Verde atteint les quarts de finale de l'épreuve. Il est remplacé par le Yougoslave Dušan Drašković, qui ne reste que quelques mois, ce qui entraîne un retour de López Habas pour un deuxième mandat pour diriger la sélection à nouveau en Copa América, organisée à domicile. Les Andins parviennent jusqu'à la finale, s'inclinant face au champion du monde en titre, le Brésil. À l'issue du tournoi, il quitte la Bolivie et enchaîne ensuite de nombreux contrats dans des clubs, en Espagne, en Bolivie mais aussi en Afrique du Sud.
Xabier Azkargorta est le sélectionneur de l'équipe nationale de juillet 2012 à mars 2014. Né en 1953 à Azpeitia en Espagne, il connaît une brève carrière de joueur, évoluant pendant seulement quatre saisons au sein de l'Athletic Bilbao. À la suite d'une grave blessure au genou, il doit raccrocher les crampons très tôt (à 25 ans) et choisit de devenir entraîneur. Entre 1978 et 1990, il dirige sept formations espagnoles, dont l'Espanyol Barcelone, le Real Valladolid, le FC Séville ou Tenerife. En 1993, il succède à Ramiro Blacut à la tête de la Bolivie, engagée dans les éliminatoires de la Coupe du monde 1994. Après un parcours sans faute à domicile (dont une victoire historique face au Brésil, Azkargorta réussit à qualifier la Verde pour sa 3e phase finale de Coupe du monde, où elle ne brille pas, avec une élimination dès le premier tour sans remporter le moindre match. La suite de la carrière du technicien basque est plus clairsemée avec un court mandat avec l'équipe nationale chilienne, une saison dans le club japonais de Yokohama F·Marinos et une pige de trois mois dans le championnat mexicain avec les Chivas de Guadalajara. En 2012, la fédération fait à nouveau appel à lui pour remplacer Gustavo Quinteros après un début d'éliminatoires pour la Coupe du monde 2014 compliqué pour la Bolivie. Le changement d'entraîneur n'a pas d'impact sur les résultats puisque les Boliviens n'obtiennent pas leur billet pour le Brésil. Cet échec entraîne le départ du technicien espagnol qui est remplacé en fin d'année par l'ancien international Mauricio Soria.
En août 2016, Angel Guillermo Hoyos est nommé sélectionneur avec comme objectif de qualifier la sélection bolivienne pour la Coupe du monde 2018 en Russie.

## Infrastructures
| \| La Paz Santa Cruz Cochabamba Sucre Oruro \| Les principales villes d'accueil de la sélection. |
| La Paz Santa Cruz Cochabamba Sucre Oruro                                                         |

### Stade Hernando Siles

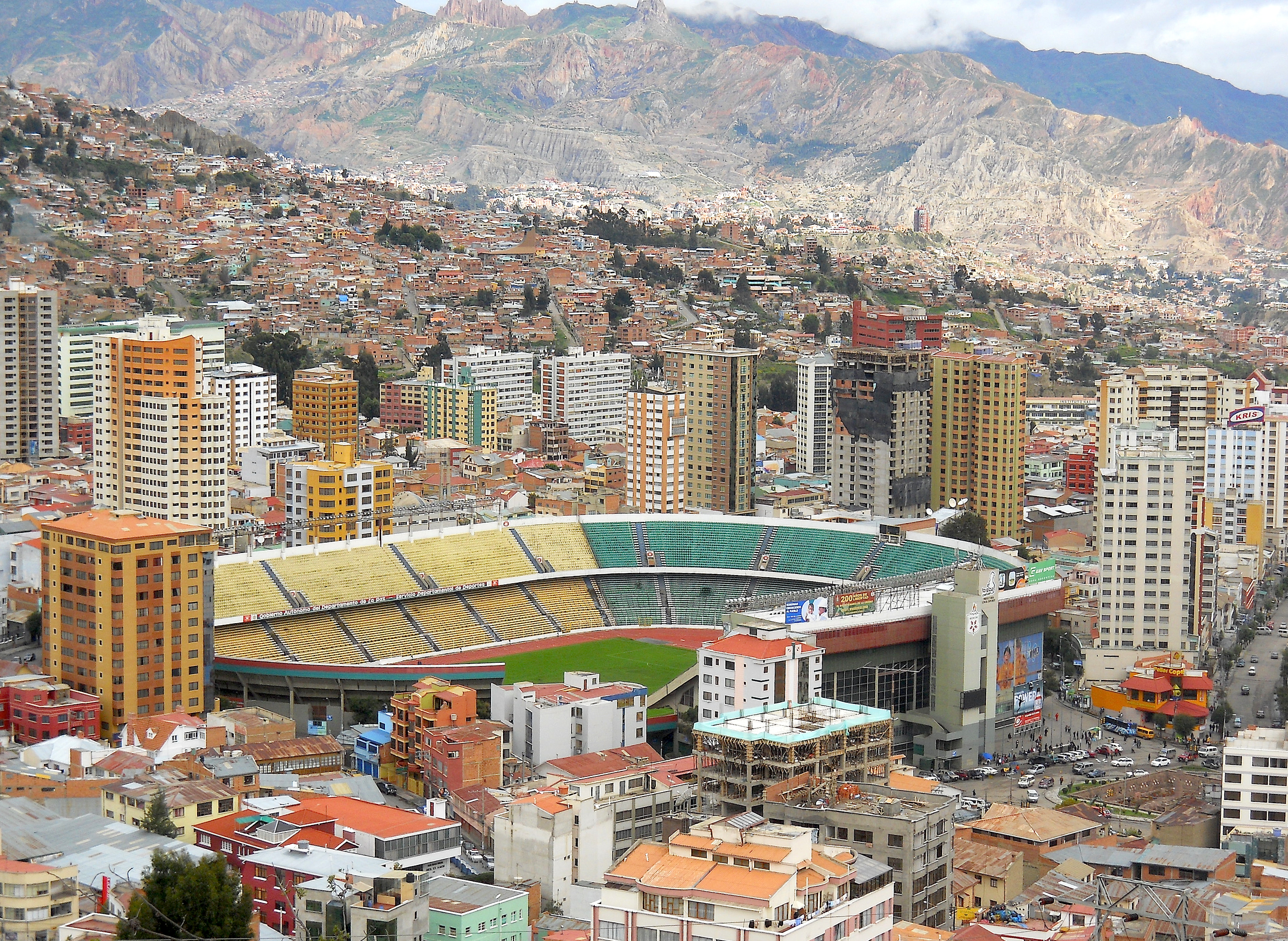
Le stade Hernando Siles de La Paz, enceinte attitrée de la Verde.

L'Estadio Hernando Siles (Stade Hernando Siles) est le stade principalement utilisé pour accueillir les rencontres internationales de la sélection officielle depuis 1950, date du premier match de l'équipe bolivienne jouée sur son sol, à l'occasion d'un match amical remporté 2 à 0 face au Chili en préparation de la Coupe du monde 1950. Construit en plein cœur de La Paz à 3 630 mètres d'altitude, il peut accueillir 42 000 spectateurs.
Le stade Hernando Siles a été longtemps un véritable atout pour la Verde, bien plus habituée que les autres sélections sud-américaines à disputer des rencontres à plus de 3 000 mètres d'altitude. Les Boliviens ont d'ailleurs réussi leurs plus grandes performances dans ce stade, à savoir remporter la Copa América 1963 et atteindre la finale de l'édition 1997 (où les Boliviens disputent tous leurs matchs dans ce stade). Le 25 juillet 1993, la Bolivie y réalise un exploit puisqu'elle devient la première sélection à battre le Brésil lors des éliminatoires d'une Coupe du monde, sur le score de deux buts à zéro.
Le 7 juin 2013, la fédération célèbre, à l'occasion de la rencontre face au Venezuela, le centième match de la Verde dans le stade Hernando Siles. Les chiffres données à cette occasion ont permis de vérifier que la sélection y obtenait de bien meilleurs résultats que dans les autres enceintes du pays puisqu'elle présente un bilan de 54 victoires, 24 nuls et seulement 22 revers. La période faste de la Bolivie a coïncidé avec la plus longue période d'invincibilité dans le Siles puisqu'elle n'y a pas connu la défaite entre juin 1993 (défaite en amical face au Chili) et le 29 juin 1997, date de la finale de la Copa América perdue face au Brésil.
L'enceinte est également le stade des rencontres à domicile de trois équipes de première division bolivienne : The Strongest, Club Bolívar et La Paz FC.

### Autres stades
Le stade Ramón Aguilera de Santa Cruz de la Sierra est utilisé de manière plus rare par la sélection bolivienne. Le premier match disputé a lieu le 2 juillet 1980, à l'occasion d'un match amical joué et perdu face à la Pologne. La faible altitude de Santa Cruz (416 mètres) ne joue pas en la faveur de la Verde, qui attend son 6e match disputé dans le stade pour connaître sa première victoire. Le dernier match des Boliviens dans l'enceinte a lieu en janvier 1999. Le stade Ramón Aguilera accueille tout au long de l'année les matchs à domicile des trois clubs professionnels de Santa Cruz : Oriente Petrolero, Club Blooming et les Destroyers Santa Cruz.
Le stade Félix Capriles de Cochabamba, situé à plus de 2 500 mètres d'altitude, voit la première rencontre de la Bolivie le 10 août 1962, un match amical remporté 3-1 face au Paraguay. Ce stade, avec le stade Hernando Siles, accueille la Copa América 1963, remporté par la Bolivie et voit la Verde remporter trois rencontres : contre la Colombie, le Paraguay et surtout le Brésil, double champion du monde en titre. L'enceinte abrite également les rencontres à domicile des deux clubs de Cochabamba : Club Aurora et Jorge Wilstermann.
La Bolivie joue parfois dans d'autres stades du pays, comme dans le Stade olympique Patria de Sucre ou au Stade Jesús Bermúdez à Oruro.

### Controverse sur l'altitude
La majorité des matchs à domicile, notamment ceux des éliminatoires de Coupe du monde, sont joués par l'équipe nationale à l'Estadio Hernando Siles à 3 630 mètres d'altitude, au cœur de La Paz .
Au printemps 2007, l'avantage de jouer les rencontres à domicile en haute altitude est menacé par une résolution du 57e congrès de la FIFA, qui vise à interdire la tenue de matchs internationaux à plus de 2 500 mètres d'altitude. D'autres nations sud-américaines sont pénalisées par cette nouvelle : l'Équateur, la Colombie et dans une moindre mesure, le Pérou. Si cette décision est confirmée, en plus de l'équipe nationale, les meilleurs clubs de La Paz, Cochabamba, Oruro, Sucre et Potosí ne pourraient pas jouer dans leurs stades lors des compétitions internationales comme la Copa Libertadores ou la Copa Sudamericana. Fin juin 2007, la FIFA annonce que la limite de hauteur est relevée à 3 000 mètres. Par conséquent, des matchs peuvent être organisés à Cochabamba et Sucre (situés respectivement à 2 570 et 2 780 mètres d'altitude). Un décret adopté en décembre 2007 fixe finalement cette limite à 2 750 mètres, altitude à laquelle les joueurs peuvent s'acclimater de façon satisfaisante. Cependant, le stade Hernando Siles est admis par la CONMEBOL et la FIFA, malgré son altitude hors décret, parce qu'il est inscrit comme le stade principal de l'équipe bolivienne pour ses matchs à domicile. La seule contrainte est de prévoir dans le calendrier un temps d'acclimatation pour les sélections visiteuses avant les rencontres.

## Résultats

### Palmarès
- Copa América :
  - Vainqueur en 1963
  - Finaliste en 1997
- Jeux bolivariens :
  - Vainqueur en 1970 et 1977
  - Finaliste en 1938 et 1948
  - Troisième en 1965 et 1973

### Parcours en Coupe du monde
La sélection bolivienne participe à deux phases finales de Coupe du monde avant même de disputer son premier match de qualification en 1957. En effet, en 1930, l'édition inaugurale ne comporte pas de phase qualificative, les nations étant invitées, et en 1950, le forfait de l'Argentine dans sa poule lui offre une qualification sans jouer pour le tournoi final au Brésil. Ce n'est qu'en 1993, sous la direction du Basque Xabier Azkargorta que la Verde réussit à se qualifier sur le terrain après avoir pris la deuxième place de son groupe, un point seulement derrière les futurs champions du monde brésiliens.
| Année | Position      |      | Année         | Position |                         | Année | Position |
| 1930  | 1er tour      | 1970 | Non qualifiée | 2002     | Non qualifiée           |       |          |
| 1934  | Non inscrite  | 1974 | Non qualifiée | 2006     | Non qualifiée           |       |          |
| 1938  | Non inscrite  | 1978 | Non qualifiée | 2010     | Non qualifiée           |       |          |
| 1950  | 1er tour      | 1982 | Non qualifiée | 2014     | Non qualifiée           |       |          |
| 1954  | Non inscrite  | 1986 | Non qualifiée | 2018     | Non qualifiée           |       |          |
| 1958  | Non qualifiée | 1990 | Non qualifiée | 2022     | Non qualifiée           |       |          |
| 1962  | Non qualifiée | 1994 | 1er tour      | 2026     | Qualifications en cours |       |          |
| 1966  | Non qualifiée | 1998 | Non qualifiée | 2030     | À venir                 |       |          |

### Parcours en Copa América
L'histoire de la sélection bolivienne est intimement liée à la Copa América. En effet, le premier match de l'histoire des Andins a lieu lors de l'édition 1926, face au Chili. La guerre du Chaco contre le Paraguay interrompt la série de participations à la compétition puisque la Bolivie se retire entre 1929 et 1942. Il faut attendre 1945 pour la voir marquer ses premiers points (matchs nuls contre l'Équateur et la Colombie) et 1949 pour assister à sa première victoire dans la compétition (3-2 face au Chili).
La sélection réussit ses meilleurs résultats lors des deux éditions disputées à domicile : en 1963 elle remporte pour la première fois la compétition et en 1997, elle atteint la finale, battue par le Brésil.
Loin de ses terres, hormis une édition 1949 terminée à la quatrième place (sur huit nations), le meilleur résultat de l'équipe nationale est un quart de finale, résultat obtenu à deux reprises : en 1995 face à l'Uruguay, futur vainqueur de l'épreuve et en 2015 face au Pérou.
| Année | Position     |      | Année        | Position |                 | Année | Position |
| 1916  | Non inscrite | 1942 | Non inscrite | 1987     | 1er tour        |       |          |
| 1917  | Non inscrite | 1945 | Sixième      | 1989     | 1er tour        |       |          |
| 1919  | Non inscrite | 1946 | Sixième      | 1991     | 1er tour        |       |          |
| 1920  | Non inscrite | 1947 | Septième     | 1993     | 1er tour        |       |          |
| 1921  | Non inscrite | 1949 | Quatrième    | 1995     | Quart de finale |       |          |
| 1922  | Non inscrite | 1953 | Sixième      | 1997     | Finaliste       |       |          |
| 1923  | Non inscrite | 1955 | Non inscrite | 1999     | 1er tour        |       |          |
| 1924  | Non inscrite | 1956 | Non inscrite | 2001     | 1er tour        |       |          |
| 1925  | Non inscrite | 1957 | Non inscrite | 2004     | 1er tour        |       |          |
| 1926  | Cinquième    | 1959 | Septième     | 2007     | 1er tour        |       |          |
| 1927  | Quatrième    | 1959 | Non inscrite | 2011     | 1er tour        |       |          |
| 1929  | Non inscrite | 1963 | Vainqueur    | 2015     | Quart de finale |       |          |
| 1935  | Non inscrite | 1967 | Sixième      | 2016     | 1er tour        |       |          |
| 1937  | Non inscrite | 1975 | 1er tour     | 2019     | 1er tour        |       |          |
| 1939  | Non inscrite | 1979 | 1er tour     | 2021     | 1er tour        |       |          |
| 1941  | Non inscrite | 1983 | 1er tour     | 2024     | 1er tour        |       |          |

### Parcours en Coupe des confédérations
La Bolivie n'a participé qu'à une seule reprise à la Coupe des confédérations, en 1999. Malgré son absence de titre continental, elle est en effet invitée en dernière minute à prendre part à la 4e édition, la première organisée hors d'Arabie saoudite, en tant que finaliste de la Copa América 1997 remportée par le Brésil, ce dernier étant également finaliste du mondial 1998. La Bolivie profite en fait du désistement de la France, championne du monde 1998. Le tournoi se déroule au Mexique et les Andins sont éliminés au premier tour, sans remporter la moindre rencontre.
| Année | Position     |      | Année        | Position |
| 1992  | Non qualifié | 2003 | Non qualifié |          |
| 1995  | Non qualifié | 2005 | Non qualifié |          |
| 1997  | Non qualifié | 2009 | Non qualifié |          |
| 1999  | Premier tour | 2013 | Non qualifié |          |
| 2001  | Non qualifié | 2017 | Non qualifié |          |

### Parcours aux Jeux bolivariens
Les Jeux bolivariens sont une manifestation sportive qui rassemble plusieurs pays d'Amérique du Sud (Bolivie, Venezuela, Pérou, Colombie, Équateur, Chili ou Paraguay) et d'Amérique centrale (Panama, Salvador, Guatemala, République dominicaine). Le football est au programme dès l'instauration des Jeux, en 1938. La Bolivie a engagé une équipe de football à toutes les éditions du tournoi, excepté en 1951 et 1961. Elle remporte la cinquième édition, en 1970 au Venezuela et la septième, jouée à domicile. À noter que l'édition 1985 voit les nations engager leurs sélections des moins de 17 ans, l'édition suivante en 1989 ne comporte pas de tournoi de football et à partir de 1993, ce sont les équipes nationales des moins de 20 ans qui représentent leur pays lors de la compétition.
| Année   | Position    |      | Année       | Position |           | Année | Position |
| 1938    | 2e          | 1961 | Non inscrit | 1973     | 3e        |       |          |
| 1947-48 | 2e          | 1965 | 3e          | 1977     | Vainqueur |       |          |
| 1951    | Non inscrit | 1970 | Vainqueur   | 1981     | 4e        |       |          |

## Statistiques

### Nations rencontrées
La participation automatique de la Bolivie à la Copa América et le faible nombre de sélections dans la confédération sud-américaine a logiquement multiplié les rencontres entre la Verde et ses homologues du continent. Ainsi les Boliviens ont joué plus de 25 matchs face aux neuf autres membres de la CONMEBOL, dont plus de soixante face au Paraguay. Toujours en Copa América, les invitations régulières du Mexique ont également permis aux Boliviens de jouer à plusieurs reprises face à cette équipe.
La sélection ne présente un bilan positif que contre le Venezuela, qui a été pendant longtemps la plus faible équipe de la confédération sud-américaine. Le bilan entre les deux nations tend à s'équilibrer depuis puisque la Bolivie n'a battu la Vinotinto qu'une fois sur les quatre derniers matchs, avec une dernière victoire le 12 novembre 2015.
La Bolivie a affronté en match officiel des sélections d'autres continents à l'occasion de ses trois participations en Coupe du monde (Yougoslavie, Allemagne, Corée du Sud et Espagne), lors du premier tour de la Coupe des confédérations 1999 (Égypte et Arabie saoudite), en barrage de la Coupe du monde (en 1978 face à la Hongrie) ou en Copa América (face au Japon lors de l'édition 1999).
La préparation pour la phase finale de la Coupe du monde 1994 a permis à la Bolivie de rencontrer pour la première fois de nombreuses équipes nationales de divers continents telles que la Roumanie, le Cameroun, l'Islande ou la Suisse.
| Adversaire | Joués | Victoires | Matchs nuls | Défaites | Buts pour | Buts contre |
| ---------- | ----- | --------- | ----------- | -------- | --------- | ----------- |
| Paraguay   | 67    | 15        | 18          | 34       | 69        | 131         |
| Pérou,     | 48    | 13        | 12          | 23       | 46        | 76          |
| Chili,     | 45    | 7         | 8           | 30       | 45        | 112         |
| Uruguay    | 42    | 7         | 7           | 28       | 30        | 104         |
| Argentine, | 39    | 7         | 5           | 27       | 35        | 100         |
| Venezuela, | 37    | 15        | 9           | 13       | 75        | 60          |
| Équateur,  | 34    | 6         | 12          | 16       | 37        | 62          |
| Brésil,    | 31    | 5         | 4           | 22       | 25        | 104         |
| Colombie,  | 29    | 6         | 9           | 14       | 29        | 44          |
| Mexique    | 12    | 1         | 2           | 9        | 5         | 20          |

### Classement FIFA
| Année                         | 1993 | 1994 | 1995 | 1996 | 1997 | 1998 | 1999 | 2000 | 2001 | 2002 | 2003 | 2004 | 2005 | 2006 | 2007 | 2008 | 2009 | 2010 | 2011 | 2012 | 2013 | 2014 | 2015 | 2016 | 2017 | 2018 | 2019 | 2020 |
| ----------------------------- | ---- | ---- | ---- | ---- | ---- | ---- | ---- | ---- | ---- | ---- | ---- | ---- | ---- | ---- | ---- | ---- | ---- | ---- | ---- | ---- | ---- | ---- | ---- | ---- | ---- | ---- | ---- | ---- |
| Classement mondial            | 58   | 44   | 53   | 39   | 24   | 61   | 61   | 65   | 70   | 92   | 99   | 94   | 96   | 101  | 108  | 58   | 56   | 97   | 108  | 42   | 70   | 85   | 68   | 95   | 49   | 59   | 75   | 79   |
| Classement en Amérique du Sud | 7    | 5    | 6    | 7    | 5    | 6    | 8    | 9    | 9    | 10   | 10   | 10   | 10   | 10   | 10   | 8    | 9    | 10   | 10   | 8    | 10   | 9    | 9    | 10   | 9    | 10   | 10   | 10   |

| Légende du classement mondial : | de 1 à 49 | de 50 à 99 | de 100 à 199 |

Du fait de l'hégémonie et du haut niveau des sélections sud-américaines, la Bolivie n'a jamais su se hisser dans le top 5 de la CONMEBOL, excepté en 1994, année de sa dernière participation à la Coupe du monde et en 1997, lorsqu'elle a atteint la finale de la Copa América, organisée à domicile. Depuis 1999, la Verde est classée parmi les trois moins bonnes équipes nationales du continent.
Au niveau mondial, le classement a beaucoup plus évolué, avec les mêmes progressions qu'au niveau continental. Elle a ainsi atteint la 44e place en 1994 après la Coupe du monde et est même entrée dans le Top 25 mondial en 1997 : le meilleur classement de l'histoire de la sélection date ainsi de juillet 1997 (après sa finale perdue face au Brésil en Copa América) avec une 18e place mondiale et une quatrième place continentale. À l'inverse, après une période sans victoire de plusieurs mois, la Bolivie occupe en octobre 2011 la 115e place mondiale.